# 화학전

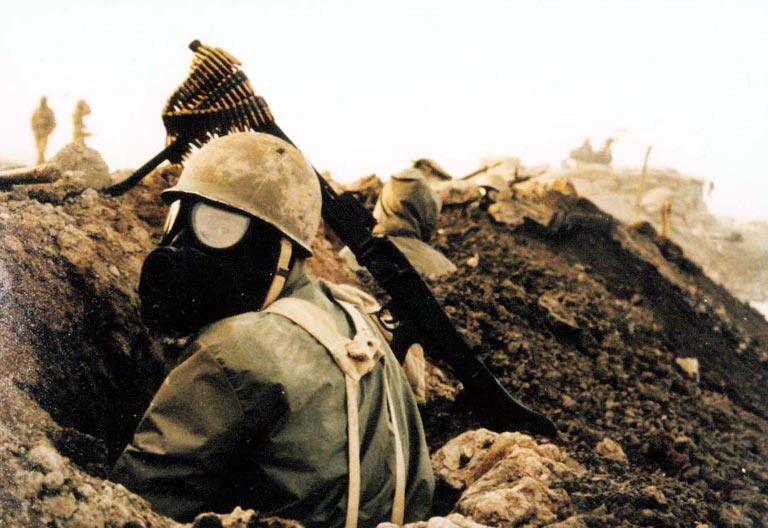

화학전(化學戰, 영어: chemical warfare, CW)은 화학 물질로 만든 유독성 화학약품을 적군을 살상 및 부상을 포함하여 무력화시키는 수단으로 사용하는 전쟁 수행 방식의 하나이다. 이런 유형의 전쟁은 화학, 생물학, 방사선 및 핵(Chemical, Biological, Radiological, Nuclear Weapon) 군사 약어로 CBRN을 함께 구성하는 핵전쟁, 생물학 전쟁 및 방사선 전쟁과 구별되며 모두 대량살상무기로 간주된다. 한편 화학 무기의 사용은 관례적인 국제 인도법에 따라 금지된다.

## 정의
화학전은 화학무기의 파괴력이 주로 폭발에 의한 것이 아니기 때문에 재래식 무기나 핵무기의 사용과는 구별된다. 생물체(탄저균 등)를 무기화하여 운용하는 것이기 때문에 화학전이라기보다는 생물학전으로 보통 알려져 있으나, 생물체에 의해 생성된 무생물 독성 생성물(보툴리눔 독소, 리신, 색시토신)의 사용은 화학 무기 협약(CWC)의 규정에 따라 화학전으로 간주된다. 이 협약에 따르면, 모든 독성 화학물질은 기원과 관계없이 금지되지 않은 목적(일반 목적 기준으로 알려진 중요한 법적 정의)에 사용되지 않는 한 화학무기로 간주된다.
약 70여종의 화학물질은 20세기동안 화학전에서 운용되었다. 치명적인 단일 화학 물질과 군수품로 알려진 화학물질은 CWC에 의해 제거될 예정이다.
이 협약에 따르면 화학 무기로 사용될 수 있을 정도로 독성이 있거나 그러한 화학 물질을 제조하는 데 사용될 수 있는 화학물질은 용도와 처리에 따라 세 그룹으로 나뉜다 :
- Schedule 1: 합법적 사용이 거의 허용되지 않음. 이러한 제품은 연구, 의료, 제약 또는 보호 목적(화학 무기 센서 및 보호복 테스트)으로 생산되거나 사용될 수 있다. 예를 들어 신경작용제, 리신, 루이사이트, 머스타드 가스 등이 있다. 100G(3.5oz) 이상의 생산량은 반드시 화학무기금지기구(OPCW)에 보고해야하며, 국가는 이러한 화학물질을 1t 이하로 비축이 가능하다.
- Schedule 2: 대규모 산업 용도로 사용되지는 않으나 소규모 정도의 합법적 사용은 가능하다. 난연재로 사용되는 사린의 전구체인 디메틸메틸포스포네이트(Dimethyl methylphosphonate)와 머스타드 가스 제조에 사용되지만 잉크의 용매로도 널리 사용되는 전구체 화학물질인 티오디글리콜(thiodiglycol)이 대표적이다.
- Schedule 3: 합법적인 대규모 산업용으로 사용이 가능하다. 예를 들어 포스겐과 클로로피크린이 있다. 두 물질 모두 화학 무기로 사용되었었으나 포스겐은 플라스틱 제조에서 중요한 전구체이며, 클로로피크린은 훈증 목적으로 사용된다. OPCW는 연간 30t 이상 생산하는 모든 공장에 대해 통보를 받고 검사할 수 있는 권한이 있다.

앞선 분류에 따라 화학 무기는 세 가지 범주로 나뉜다.
- CATEGORY 1: Schedule 1 물질
- CATEGORY 2: Schedule 1 물질을 제외한 물질
- CATEGORY 3: 물질 자체가 아닌, 화학 무기로 사용하기 위해 고안된 장치나 장비를 포함

## 역사

존 싱어 서전트의 1차 세계대전 당시 그림: 가스티드, 겨자 가스 공격 후 전장에서 사망자 및 사상자를 보여주는 그림이다.

### 개요
인류의 화학 무기 사용에 관한 최초의 기록은 BC 400년경 「펠로폰네소스 전쟁」에서 발견되는데, 당시 스파르타군이 유황을 연소시켜 발생한 유독가스를 아테네 공격에 이용하였다고 한다.  이처럼 전투에서의 유독 가스의 위력은 일찍 알려졌으나, 18세기까지는 독성물질의 대량 제조가 어려워 화학 무기 사용이 주목 받지 못하였다.  19세기에 들어서서 화학 공업의 눈부신 발전에 따라 독성 물질이 계속 발견되고 대량 생산이 가능하게 되면서 군사적 목적으로 사용되게 되었다.

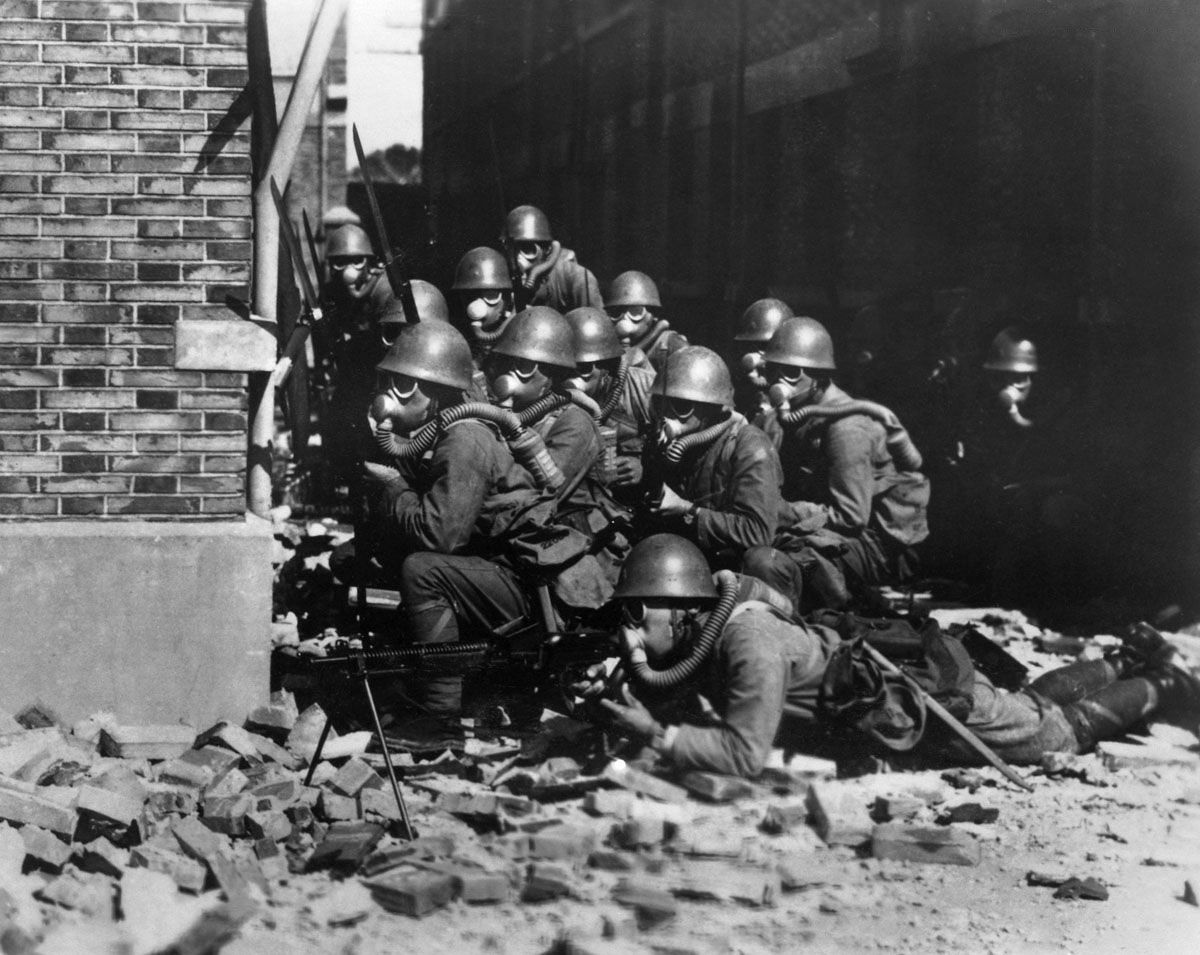
상하이 해전에서 차이페이 인근에서 화학 공격을 받았을 때 방독면과 고무장갑을 착용한 일본 해군 특수 상륙 부대의 사진

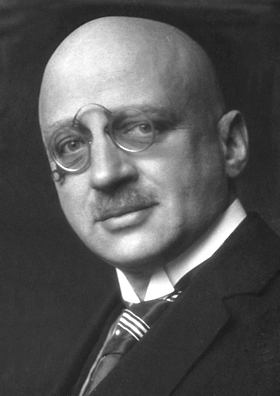
프리츠 하버는 제1차 세계 대전 동안 염소와 다른 독성 가스를 개발하고 무기화한 수년간의 선구적인 작업으로 "화학 전쟁의 아버지"로 여겨진다.

### 제1차 세계 대전
여러 국가의 과학자들은 독성 화학물질의 사용에 대해 경고하였으며, 이에 기초하여 화학 무기를 금지하는 여러 국제 조약이 통과되었다. 그러나 이것은 제 1차 세계 대전에서 화학 무기의 광범위한 사용을 막지 못했다. 염소 가스의 개발은 특히 참호 전쟁의 교착 상태를 타개하기 위해 전쟁에 참여한 양 측 국가 모두에 의해 사용되었다. 비록 장기적으로는 거의 효과가 없었지만, 전쟁의 성격의 전환점이 되긴 했다. 많은 경우에 사용된 가스는 인명을 살상하는 정도는 아니었으나, 대신 끔찍하게 손상되거나 부상을 입거나 손상된 사상자를 냈다. 약 130만 명의 가스 사상자가 기록되었으며, 이 중 최대 26만 명의 민간인 사상자가 포함되었다고 관측된다.
화학 무기가 현대전에 사용된 것은 제1차 세계 대전 당시, 1915년 4월 22일 독일군이 벨기에 「이프레스」에서 영ㆍ불 연합군의 방어 진지를 유린하기 위하여 염소 가스(chlorine)를 사용한 것이 최초이다. 당시 영ㆍ불 연합군 5,000여명이 사망하는 등 화학 무기의 전술적 효과가 확인되자 연합군도 화학 무기를 개발하여 보복에 나섬으로써 화학 무기 사용은 본격화되었다.  제 1차 세계 대전 중 사용된 화학 무기는 주로 수포제인 겨자탄과 질식제인 염소 가스, 포스겐 등이었다. 제 1차 세계 대전중 화학 무기 사용으로 10만 명이 사망, 130만 명이 부상 당했으며, 그 절반 가량은 독일의 러시아 공격 시 발생하였다.
제 1차 세계 대전을 거치면서 화학 무기는 현대전의 불가분의 일부가 되어가고 있었음에도 풍향이나 지형, 날씨의 영향 등으로 인한 불확실한 효과와 화학 무기 활용에 수반되는 복잡한 병참 지원의 어려움으로 인해 전술적 효과는 크지 못했다. 그럼에도 불구하고 화학 무기는 여러 나라의 관심을 끌었고 국제사회는 그 규제를 논의하게 되었다.
제 1차 세계 대전 중 화학 무기의 가공할 살상력을 경험한 각 국은 화학 무기 및 방호 장비 개발을 서두르는 가운데 다른 한편으로는 화학 전쟁의 참혹성을 완화하기 위해 1925년에는「전시에 있어서의 생물·화학무기 사용금지에 관한 제네바 의정서」를 체결하였다.

### 전간기 및 제2차 세계 대전 당시 화학전
전후 몇 년 동안 화학 무기가 간간이 사용되었는데, 주로 반란을 진압하기 위해 사용되었다. 나치 독일에서는 강력한 신경 작용제와 같은 새로운 화학 무기를 개발하기 위해 많은 연구가 진행되었다. 하지만, 화학 무기는 2차 세계 대전에서 전장에서 거의 사용되지 않았다. 양측 모두 그러한 무기를 사용할 준비가 되어 있었지만, 연합국은 결코 사용하지 않았고, 추축국은 그것들을 매우 적게 사용했다. 새로운 품종을 개발하는 데 상당한 노력을 기울였음에도 불구하고 나치가 사용하지 못한 이유는 기술적 능력이 부족하거나 연합군이 자신들의 화학 무기로 보복할 것이라는 두려움 때문이었을 것이다. 그러한 두려움은 근거가 없는 것이 아니었다. 연합국은 화학 무기의 방어 및 보복 사용에 대한 포괄적인 계획을 세우고 대량으로 비축했다. 추축국의 일부로서, 일본 군대는 서구 열강에게 그것을 사용하는 것이 보복을 초래할 것을 우려했기 때문에 아시아의 적들에게만 그것을 더 널리 사용했다. 화학 무기는 국민당과 중국 공산당 군대인 인민해방군에 대항하여 자주 사용되었다. 하지만 나치는 홀로코스트에서 민간인들, 대부분 유럽 유대인들의 대량학살에 대해 광범위하게 독가스를 사용했다. 나치 몰살 수용소의 가스실에는 엄청난 양의 자이클론 B 가스와 일산화탄소가 사용되어 약 300만 명의 사망자 중 압도적으로 많은 수가 발생했다. 이것은 역사상 가장 치명적인 독가스 사용으로 기록된다.
제2차 세계 대전에서는 이탈리아와 일본이 각각 에티오피아 및 중국에서 화학 무기를 사용한 것 외에는 화학 무기 사용에 대한 공식적 기록이 없다.  독일과 연합군은 모두 다량의 화학 무기를 보유하고 있었으며, 독일은 1930년대에 살충제를 연구하는 과정에서 기존의 화학탄과는 전혀 다른 신경탄(타분) 개발에 성공하여 대량 생산·비축하고 있었다. 이와 같이 쌍방이 막대한 화학 무기를 보유하고 있음에도 불구하고 제 2차 대전 중에 화학 무기를 사용하지 않은 것은 상대방이 동일한 무기를 보유하고 있다는 첩보에 기초한 보복 위험 때문인 것으로 알려져 있다.

### 2차 세계 대전 이후, 현대전
1960~ 1970년대에는 미국이 베트남에서 다량의 제초제(Agent Orange) 및 최루탄을 사용한 것과 예멘, 아프가니스탄, 라오스, 캄보디아 등에서 국지적으로 화학탄 사용이 주장된 것 외에는 화학 무기가 대량으로 사용된 바가 없다.  베트남 전쟁 당시 미군은 1967년부터 1969년까지 랜치 핸드 작전의 일부로 베트남, 라오스 동부, 캄보디아 일부 지역에 거의 2천만 갤런의 다양한 화학 물질(무지개 제초제와 고엽제)을 살포했습니다.
1980년대에 들어와 이란·이라크전에서 화학 무기가 사용되었다는 주장이 제기되었고, 1988년에는 이라크 공군기가 이라크 북부 쿠르드족 거주지를 사린 및 겨자탄으로 공격함으로써 민간인 5,000여명을 사망 시킨 사실이 확인됨으로써 화학 무기 금지에 대한 국제적인 여론이 거세지게 되었다.  특히, 걸프전에서 이라크의 이스라엘에 대한 화학 무기 사용 위협은「화학무기금지협약(CWC : Chemical Weapon Convention)」탄생에 큰 자극제가 되었다고 볼 수 있다.
한편 앙골라에 대한 쿠바의 개입은 유기 인산염을 제한적으로 사용했던 것으로 보인다. 테러 단체들은 화학 무기를 사용하곤 하는데, 특히 도쿄 지하철 사린 공격과 마츠모토 사건이 대표적이다.
21세기 시리아의 바트주의 정권은 민간인을 상대로 화학전을 전개하는 전략을 채택하여 시리아 내전 동안 수많은 치명적인 화학 공격을 초래했다. 시리아 정부는 대부분 민간인을 상대로 한 시리아 내전에서 사린, 염소, 겨자 가스를 사용했다.

## 관련 기술
| Year  | 화학 약품(물질)                                                               | 전파 방법                  | 보호 및 방호                                      | 탐지                                |
| ----- | ----------------------------------------------------------------------------- | -------------------------- | ------------------------------------------------- | ----------------------------------- |
| 1914  | 염소(Chlorine) 클로로피린(Chloropicrin) 포스겐(Phosgene) 유황(Sulfur mustard) | 바람에 의한 분산           | 방독면, 소변에 젖은 거즈                          | 후각 탐지                           |
| 1918  | 루이사이트(Lewisite)                                                          | 화학 껍질(Chemical shells) | 방독면, 로진유 의류                               | 제라늄 냄새                         |
| 1920s |                                                                               | 중앙버스트가 있는 발사체   | CC-2 의류                                         |                                     |
| 1930s | G-series 신경작용제                                                           | 항공기 폭탄                |                                                   | 블리스터 에이전트 탐지기 색변화용지 |
| 1940s |                                                                               | 미사일 탄두 살수 탱크      | 보호 연고(유황), 집단보호 방독면, (휠라이트 포함) |                                     |
| 1950s |                                                                               |                            |                                                   |                                     |
| 1960s | V-series 신경작용제                                                           | 공기 역학                  | 물공급 장치가 포함된 방독면                       | 신경 가스 경보                      |
| 1970s |                                                                               |                            |                                                   |                                     |
| 1980s |                                                                               | 바이너리 탄약              | 향상된 방독면 (방호능력, 착용감, 편리성 측면에서) | 레이저 탐지                         |
| 1990s | Novichok nerve agents                                                         |                            |                                                   |                                     |

화학전이 수천 년 동안 세계의 많은 지역에서 사용되어 왔지만, 현대 화학전 개념은 제 1차 세계 대전 중에 시작되었다고 볼 수 있습니다.

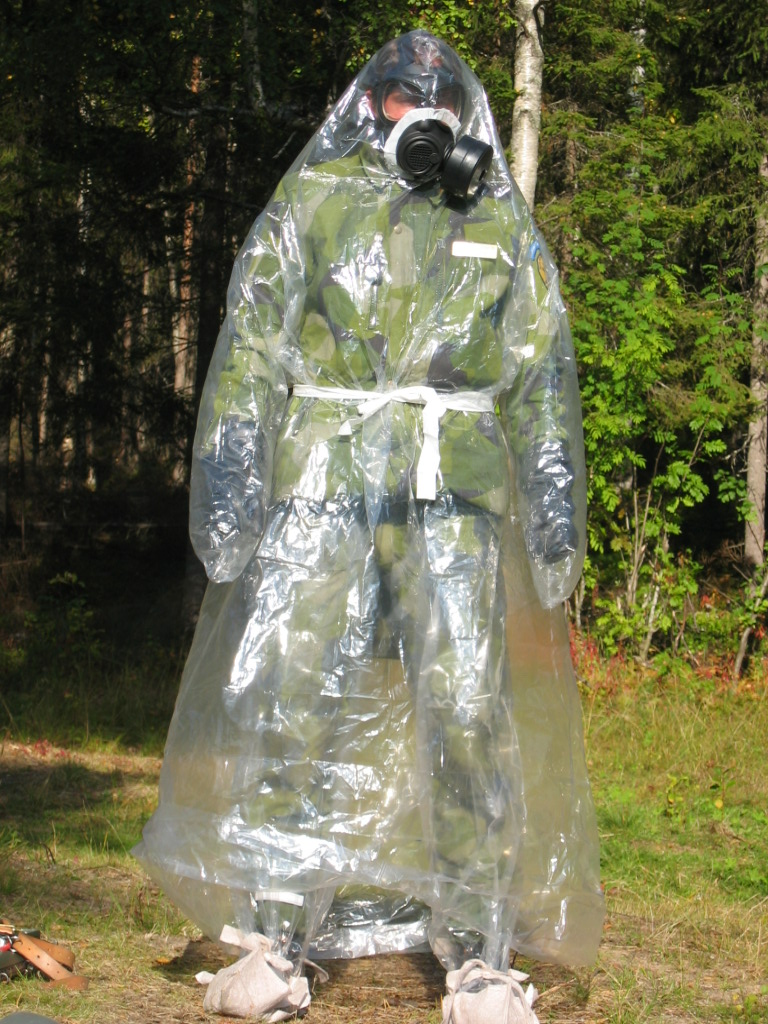
화학약품 보호복(C-vätskeskydd)과 보호마스크(skydsmask 90)를 착용한 스웨덴 육군 병사의 사진.

처음에는 잘 알려진 상업적으로 이용 가능한 화학 물질과 그 변형 물질만 사용되었다. 여기에는 염소와 포스겐 가스가 포함되었다. 전투 중에 이러한 물질을 분산시키기 위해 사용된 방법은 상대적으로 정교하지 않고 비효율적이었다. 그렇더라도 참호전의 특징인 주로 정적인 부대 위치 때문에 사상자가 클 수 있다.
전쟁에서 화학전을 가장 먼저 사용한 독일은 상대편의 바람을 이용해 염소 통을 열어 풍향을 이용해 염소를 전파하도록 했다. 얼마 지나지 않아, 프랑스는 포병 탄약에 포스겐을 포함하도록 수정했는데, 이것은 주요한 전달 수단이 된 훨씬 더 효과적인 방법이다.
제 1차 세계 대전에서 현대 화학전이 발달한 이래로, 국가들은 네 가지 주요 범주로 분류되는 화학 무기에 대한 연구 개발을 추구해 왔다: 1) 새롭고 더 치명적인 물질; 2) 더 효율적인 물질을 목표물에 전달하는 방법 (확산); 3) 화학 무기에 대한 더 신뢰할 수 있는 방어 수단; 4) 더 민감한 화학 물질을 탐지하는 정확한 방법이 그것이다.

### 화학전제(Chemical Warfare Agent)
전쟁에 사용되는 화학물질은 화학전제(Chemical Warfare agent)라고 일컫는다. 약 70개의 다른 화학 물질들이 20세기와 21세기 동안 화학전제로 사용되거나 비축되어 왔다. 이러한 물질은 액체, 가스 또는 고체 형태일 수 있다. 빠르게 증발하는 액체제는 휘발성이거나 증기압이 높다. 많은 화학 물질들은 휘발성 유기 화합물이기 때문에 넓은 지역에 빠르게 분산될 수 있다.
화학전제 연구의 초기 목표는 독성이 아니라 피부와 의복을 통해 대상에게 영향을 미칠 수 있는 물질을 개발하여 보호용 방독면을 무용지물로 만드는 것이었다. 1917년 7월, 독일인들은 유황 겨자를 사용했다. 머스타드제는 가죽과 천에 쉽게 침투하여 피부에 고통스러운 화상을 입힌다.
화학전제는 치명적인 것과 무력한 것으로 구분할 수 있다. 치사량의 100분의 1 미만이 메스꺼움이나 시각적 문제 등으로 인해 병력을 무력화시키는 경우, 해당 물질은 무력한 것으로 분류된다. 치명적인 물질과 무력한 물질의 구별은 고정되어 있지 않지만 LD50이라고 불리는 통계적 평균에 의존한다.

#### 지속성에 따른 분류
화학전제는 지속성에 따라 분류할 수 있으며, 이는 화학제가 보급된 후에도 효과를 유지하는 기간의 척도이다. 화학 약품은 영구 또는 비영구로 분류할 수 있다.
비영구적으로 분류된 화학물질은 몇 분 또는 몇 시간 또는 몇 초 후에 효과가 사라진다. 염소와 같은 순수 기체 물질은 비영구적이고 사린과 같은 휘발성이 강한 물질도 동일하다. 전략적으로 비영구 에이전트는 매우 빠르게 인수 및 제어해야 하는 대상에 대해 매우 유용하다.
사용되고 있는 화학물질을 제외하고, 화학물질을 사용함에 있어서 어떻게 전파할 것인지를 선택하는 것은 매우 중요하다. 비영구적인 물질을 효과적으로 사용하기 위해, 화학물질을 에어로졸 캔에 의해 생성된 안개와 유사한 매우 작은 물방울로 분산시킨다. 이 형태에서는 에이전트의 기체 부분(약 50%)뿐만 아니라 미세 에어로졸도 피부의 모공에 침투하게 된다.
현대의 교리는 효과성을 높이기 위해 고농도를 필요로 한다(한 호흡에 치명적인 양의 약물이 포함되어야 하기 때문이다). 이를 위해 주로 사용되는 무기는 로켓포나 폭탄, 집속탄두를 장착한 대형 탄도미사일이다. 대상 지역의 오염은 낮거나 존재하지 않으며 4시간 후에는 사린 또는 유사한 물질을 더 이상 감지할 수 없게 된다.
반대로 지속적인(영구적인) 화학물질은 특정 환경에 몇 주 동안 남아 오염 제거를 복잡하게 만드는 경향이 있다. 영구적인 화학물질에 대한 방어를 위해서는 장시간 차폐를 필요로 한다. 블리스터제 및 오일 VX 신경제와 같은 비휘발성 액체제는 가스로 쉽게 증발하지 않으므로 주로 접촉 위험이 있다.
지속적인 전달에 사용되는 물방울 크기는 1mm까지 올라가 낙하 속도를 증가시키고 따라서 전개된 에이전트의 약 80%가 지면에 도달하여 심각한 오염을 초래한다. 영구적 화학물질은 오염된 영역에 대한 접근을 거부하여 적의 작업을 제한하려는 목적에서 사용한다.
가능한 목표에는 적의 측면 진지(가능한 반격 회피), 포병 연대, 지휘소 또는 보급선이 포함된다. 단기간에 다량의 화학물질을 납품할 필요가 없기 때문에 다양한 무기 시스템을 사용할 수 있다.
영구 화학물질의 특수한 형태는 강화된 형태의 화학물질이다. 이것은 젤라틴 모양의 끈적끈적한 물질을 제공하기 위해 증점제와 혼합된 일반적인 물질로 구성된다. 영향을 받는 지역의 지속성과 오염 제거의 어려움이 있기 때문에 이러한 화학물질의 주된 사용 대상은 비행장 등이 있다.

#### 분류 범주
화학 무기는 어떤 영향을 미치는지에 따라 질식, 물집, 혈액 및 신경의 네 가지 범주로 분류된다. 화학전제는 인체에 영향을 미치는 방식에 따라 여러 범주로 구성된다. 분류 제목과 개수는 출처에 따라 조금씩 다르지만, 일반적으로 화학전제의 종류는 다음과 같다:
| 화학물질의 범주            | 화학물질 명칭                                                                                   | 작동 방식 | 신호 및 증상 | 활동 속도                                                                                                | 저항성                                                                                  |
| -------------------------- | ----------------------------------------------------------------------------------------------- | --- | --- | --- | --------------------------------------------------------------------------------------- |
| 신경                       | - 사이클로사린 (GF) - 사린 (GB) - 소만 (GD) - 타분 (GA) - VX - VR - 몇몇 살충제 - 노비촉 신경제 | 1. 효소 아세틸콜린에스테라아제를 불활성화 2. 인간의 시냅스에서 신경전달물질 아세틸콜린의 분해를 방지 3. 무스카린 및 니코틴 효과를 유발                                                                            | - 미오시스(핀포인트 동공) - 흐릿함/ 눈부심 - 두통 - 메스꺼움, 구토, 설사 - 다량의 분비물(땀) - 근육 경련 및 자극 - 호흡곤란 - 발작 - 의식 상실                                                   | - 증기의 형태: 몇 초~ 몇 분; - 피부: 2~18 H                                                              | VX는 영구적이며 접촉 위험이 있음. 다른 화학전제는 비영구적이며 대부분 흡입 위험이 존재. |
| 질식/ 혈액                 | - 대부분의 아르신 - 염화 시안 - 시안화수소                                                      | - 아르신: 신부전으로 이어질 수 있는 혈관 내 용혈을 유발 - 염화 시안/시안화 수소: 시안화물은 세포가 산소를 사용하는 것을 직접적으로 막음. 그런 다음 세포는 무산소 호흡을 사용하여 과도한 젖산과 대사성 산증을 유발 | - 붉은 반점 - 청색증 가능성 - 혼란 - 메스꺼움 - 숨 헐떡임 - 사망 전 발작 - 대사성 산증 | 발생 즉시                                                                                                | 비영구적. 흡입 위험 존재                                                                |
| 물집(Vesicant/Blister)     | - 유황 (HD, H) - 질소 머스타드계 (HN-1, HN-2, HN-3) - 루이사이트 (L) - 포스겐옥심 (CX)          | 산을 형성하는 화합물로 피부와 호흡기를 손상시켜 화상과 호흡기 문제를 초래함 | - 심각한 피부, 눈/점막 통증 및 자극 - 치유 속도 지연, 감염될 수 있는 큰 액체 물집이 있는 피부 홍반 - 찢김, 결막염, 각막손상 - 현저한 기도 손상 및 경상 호흡곤란                                  | - 머스타드계: 증기형태: 4 ~ 6H(눈이나 폐로 유입시 더 빨리 전파); 피부접촉시: 2 ~ 48 H - 루이사이트: 즉시 | 영구적. 접촉위험 존재                                                                   |
| 질식/폐사                  | - 염소 - 염화수소 - 질소산화물 - 포스겐                                                         | 화합물이 산 또는 산을 형성한다는 점에서 물집 형성제와 유사한 메커니즘을 가짐. 호흡기에서 작용이 더 뚜렷하여 물에 잠기고 질식을 초래. 생존자는 종종 만성 호흡 문제를 유발함                                        | - 기도 자극 - 눈 및 피부 자극 - 호흡 곤란 및 기침 - 인후염 - 가슴조임 - 씨근거리는 소리 - 기관지 경련                                                                                            | 즉시 혹은 3시간 이내                                                                                     | 비영구적. 흡입위험 존재                                                                 |
| 침출제(Lachrymatory agent) | - 최루탄 - 후추스프레이                                                                         | 심한 눈 따끔거림과 일시적인 실명을 유발 | 심한 눈 자극 | 즉시 | 비영구적. 흡입위험 존재                                                                 |
| 무력화                     | - Agent 15 (BZ)                                                                                 | 아세틸콜린의 아트로핀과 같은 억제를 유발 신경작용제 중독에서 나타나는 것과 반대되는 말초신경계 효과 유발 | - 불규칙한 행동, 현실적이고 뚜렷한 환각, 탈구 및 혼란을 동반한 집단 약물 중독 - 온열증 - 택시아(근육운동조정작용 결핍) - 점액선(희박해진 동공) - 구강 및 피부 건조                               | - 호흡시: 30분~ 20 시간; - 피부 접촉시: BZ 노출시 36시간까지, 지속력은 72~96 H                           | 토양과 물, 그리고 대부분의 표면에서 지속력 높음. 접촉위험성.                            |
| 세포독성단백질             | 미생물학적 단백질: - 리신 - 아브린                                                              | 단백질 합성 억제 | - 4-8시간의 잠복기를 거친 후 독감과 유사한 징후와 증상 - 18-24시간 이내: - 흡입: 메스꺼움, 기침, 호흡곤란, 폐부종 - 섭취: 구토 및 출혈성 설사를 동반한 위장 출혈; 궁극적인 간 및 신장 기능 부전. | 4-24시간; 흡입이나 주사에 의한 노출은 섭취에 의한 노출보다 더 뚜렷한 징후와 증상을 일으킴                | 경미함. 상황에 따라 화학전제의 효과성이 상이함.                                         |

군사적으로 사용되는 다른 화학 물질들은 CWC에 의해 계획되지 않았기 때문에 CWC 조약에 의해 통제되지 않는다. CWC 조약에 통제 되지 않는, 화학물질의 군사적 사용은 다음이 포함된다:
- 고엽제와 제초제 : 인간에게 즉각적인 피해를 유발하는 독성이 있는 것은 아니다. 해당 물질을 사용하는 전쟁의 형태를 '제초전'으로 분류한다. 예를 들어, 말레이 긴급 사태 때 영국이 사용하고 베트남 전쟁 때 미국이 사용한 에이전트 오렌지의 일부 배치에는 다이옥신이 제조 불순물로 포함되어 있었다. 다이옥신은 Agent. 오렌지 그 자체보다는 장기적인 암 영향과 심각한 선천적 결함으로 이어지는 유전적 손상을 유발한다.
- 소이탄 또는 폭발성 화학물질(예: 네이팜탄, 한국전쟁 및 베트남전쟁 중 미국이 광범위하게 사용한 네이팜탄 또는 다이너마이트)의 파괴적 영향은 주로 화재 또는 폭발력에 의한 것이지 직접적인 화학작용에 의한 것이 아니기 때문에 이런 화학물질로 만들어진 무기의 사용은 재래식 전쟁으로 분류된다.
- 바이러스, 박테리아 또는 기타 유기체 : 이 물질로 만들어진 무기의 사용은 생물학적 전쟁으로 분류된다. 비록 경계가 흐릿하지만, 살아있는 유기체에 의해 생성된 독소는 화학 무기로 여겨진다. 독소는 생물학 무기 협약에 의해 보호된다.

#### 명칭 설정
대부분의 화학 무기는 일반적인 이름 외에 1~3글자의 "NATO 무기 명칭"이 할당된다. 화학전제의 전구체가 사용 직전에 자동으로 기존 셸(세포)에 포함되어 에이전트(복합체)를 생성하는 이진수의 탄약은 에이전트의 지정에 따라 "-2"로 표시됩니다(예: GB-2 및 VX-2).
다음은 이해를 돕기 위한 몇 가지 예시이다:
| 혈액에 영향을 미치는 화학물질(Blood agents):                             | 발포제(Vesicants):                                     |
| ------------------------------------------------------------------------ | ------------------------------------------------------ |
| - 염화시아노겐(Cyanogen chloride): CK - 시안화수소(Hydrogen cyanide): AC | - 루이사이트(Lewisite): L - 황 머스터드: H, HD, HS, HT |
| 폐에 영향을 미치는 화학물질(Pulmonary agents):                           | 무력화 유발 화학물질:                                  |
| - 포스젠(Phosgene): CG                                                   | - 퀴누클리디닐벤질산염(Quinuclidinyl benzilate): BZ    |
| 침출제(Lachrymatory agents):                                             | 신경계에 영향을 미치는 화학물질:                       |
| - 후추 스프레이: OC - 최루탄: CN, CS, CR                                 | - 사린(Sarin): GB - VE, VG, VM, VX                     |

### 전달 방식
화학 무기의 효과성을 판단할 수 있는 가장 중요한 기준은 목표물에 대해 얼마나 정확하게 전달되는가, 얼마나 효율적으로 전달할 수 있는가이다. 가장 일반적인 기술에는 멀리서 보급할 수 있는 군수품(폭탄, 발사체, 탄두 등)을 사용하는 것과 저공비행 항공기에서 보급하는 살수 탱크를 사용하는 것이다. 이에 따라 화학전에 필요한 화학무기의 발전을 위해서는 군수품을 채우고 저장하는 기술의 발전 또한 중요했다.
제 1차 세계 대전 이후 화학 무기 전달에 많은 발전이 있었지만, 효과적인 분산 기술을 개발하는 것은 여전히 한계가 있었다. 많은 화학 물질들이 기체 형태로 작용하기 때문에 확산은 대기 조건에 크게 의존한다. 따라서, 기상 관측과 예측은 무기 전달을 최적화하고 아군을 다치게 할 위험을 줄이기 위해 필수적이다.

#### 분산

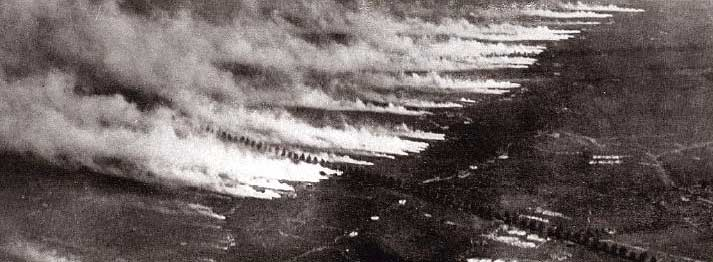
제 1차 세계 대전 중 염소의 분산방법

분산이란 화학물질이 가장 효율적으로 사용될 수 있도록 분산 직전에 화학 물질을 표적 위 또는 표적 근처에 배치하는 것이다. 분산은 에이전트를 대상으로 전달하는 가장 간단한 기술이다. 가장 일반적인 기술은 군수품, 폭탄, 발사체, 살수 탱크 및 탄두를 이용하는 방식이다.

##### 1차 세계 대전 당시 화학물질분산방법
제 1차 세계 대전은 이 기술의 가장 초기 구현을 해낸 전쟁이다. 실제 최초의 화학 탄약은 플레어 카빈에서 발사된 프랑스제 26mm 카르투슈 질식사 소총 수류탄이었다. 그것은 눈물을 유발하는 에틸 브로모아세테이트 35g을 함유하고 있었고, 1914년 가을에 독일인들에게 거의 영향력이 없는 무기였다.
독일군은 반대로 자극제인 디아니시딘 클로로술폰산을 첨가하여 10.5cm 포탄의 효과를 높이려고 했다. 1914년 10월 노이브 샤플에서 영국군에 대한 해당 화학무기의 사용은 독일군에 의해 주목받지 못했습니다. 전쟁부의 중포병부의 화학자인 한스 타펜은 그의 형인 독일 총사령부 작전본부장에게 최루가스인 브롬화벤질 또는 자일 브롬화벤질을 사용할 것을 제안했다.
1915년 1월 9일 쾰른 근처의  포병 사격장에서 포탄이 성공적으로 시험되었고, Tapen의 이름을 따서 'T-shells'라고 명명하였다. 1915년 1월 31일 볼리모프 전투에서 러시아군을 상대로 한 포탄이 부족하게 되면서 화학 무기의 사용을 제한했다; 액체는 추운 날씨에 기화되지 못했기 때문에, 화학 무기를 개발하기 위한 실험은 연합군에 의해 주목받기 어려웠다.

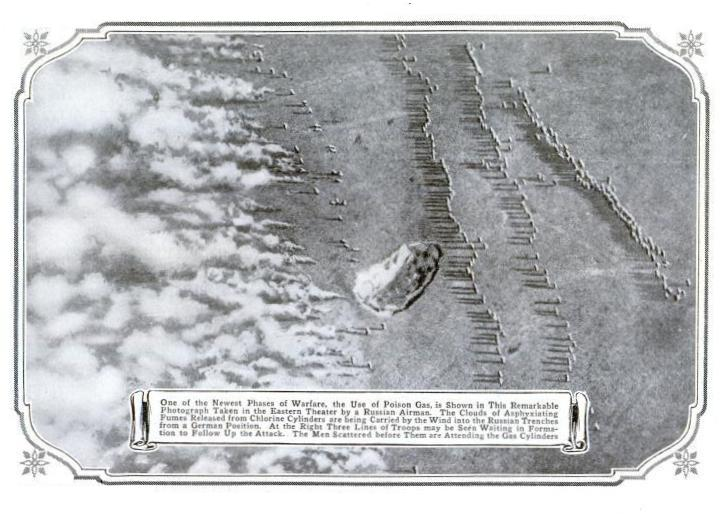
1916년 러시아군에 대한 독일의 가스 공격 항공 사진

##### 제 2차 이프르 전투
첫 번째 효과적인 사용은 제 2차 이프르 전투에서 독일군이 염소 실린더를 열고 바람이 가스를 적진을 통과하도록 허용했을 때였다. 이 기술은 간단하지만 여러 가지 단점이 있었다. 많은 양의 중가스 실린더를 가스가 방출되는 최전방 위치로 이동하는 것은 길고 어려운 물류 작업이었다.
실린더의 비축량은 전방에 저장되어야 했고, 포탄에 맞으면 큰 위험을 초래했다. 가스 공급은 풍속과 방향에 크게 좌우되었다. 만약 루스 전투에서처럼 바람이 변덕스러우면 가스가 역류하여 아군 사상자가 발생할 위험이 있었다.
가스 구름은 적들이 스스로를 보호할 시간을 갖도록 많은 경고를 주었지만, 많은 군인들은 가스 구름이 슬금슬금 다가오는 것을 보고 불안해 했다고 한다. 이것은 적에게 물리적인 피해를 입힐 뿐만 아니라 의도된 희생자들에게도 심리적인 영향을 미치기 때문에 가스를 두 배로 효과적으로 만들었다고 평가된다.
또 다른 단점은 가스 구름의 침투가 제한적이어서, 소멸하기 전에 전선의 참호에만 영향을 미칠 수 있다는 것이다. 제 1차 세계 대전에서 제한적인 결과를 낳았지만, 이 기술은 화학 무기 보급이 생각보다 간단한 일이라는 것을 보여준다.

##### 프랑스군의 비폭발 포탄을 활용한 분산 방법 개발
이 "오픈 캐니스터" 보급 직후, 프랑스군은 비폭발 포탄에서 포스겐을 전달하는 기술을 개발했다. 이 기술은 실린더에 있는 가스를 다루는 많은 위험을 극복했다. 첫째, 가스 포탄은 바람으로부터 독립적이고 효과적인 가스 범위를 증가시켜 총의 손이 닿는 곳에 있는 모든 목표물을 취약하게 만들었다. 두 번째로, 가스 포탄은 경고 없이 전달될 수 있으며, 특히 맑고 냄새가 거의 없기 때문에 포스겐에 대한 관심이 증대된 시기이다. 가스 포탄은 폭발하지 않고 "펑" 소리를 내며 착륙하고, 처음에는 고폭탄 또는 파편 포탄으로 처리되어 군인들이 경고를 받고 예방 조치를 취하기 전에 가스가 작업할 시간을 준다는 장점이 있다.
포병 수송의 주요 단점은 살상 집중력을 얻기 어렵다는 것이다. 각 쉘은 작은 가스 페이로드를 가지고 있었고 실린더 전달과 일치하는 구름을 생성하기 위해 영역은 포화 폭격을 받아야 한다. 이 문제에 대한 영국의 해결책은 Livens Projector였다. 이것은 효과적으로 가스 실린더 자체를 발사체로 사용하는 땅을 파서 최대 1500m까지 14kg의 실린더를 발사하는 큰 구멍 박격포였다. 이것은 실린더의 가스량과 포병의 사거리를 결합했다.
몇 년 동안, 이 기술에는 약간의 개선이 있었다. 1950년대와 1960년대 초에, 화학 포병 로켓과 집속탄은 다수의 예비탄을 포함했고, 그래서 화학 작용제의 많은 작은 구름들이 목표물에 직접 형성되었다.

#### 열확산방식

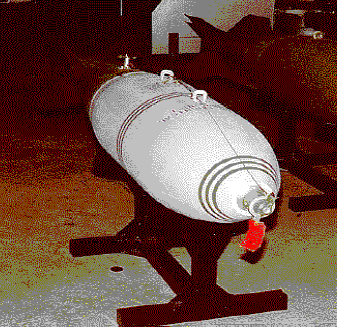
미국제 MC-1 가스 폭탄

열 확산은 화학 물질을 전달하기 위해 폭발물 또는 폭약을 사용하는 방식이다. 1920년대에 개발된 이 기술은 상당한 양의 에이전트가 상당한 거리에 퍼질 수 있다는 점에서 이전의 분산 기술에 비해 크게 개선되었다. 열 확산은 오늘날 화학 물질을 보급하는 주요 방법으로 남아 있다.
대부분의 열 확산 장치는 화학 물질과 중심 "버스터" 전하를 포함하는 폭탄 또는 발사체 껍질로 구성된다. 버스터가 폭발하면 에이전트는 측면으로 배출된다.
열 확산 장치는 일반적이지만 특별히 효율적이지는 않다. 첫째, 초기 폭발 시 소각 및 지상으로 강제 이동되기 때문에 에이전트의 일부가 소실된다. 둘째, 폭발적인 확산은 크기를 제어하기 어려운 가변적인 액체 방울의 혼합물을 생성하기 때문에 입자의 크기는 매우 다양하다.
열 폭발의 효과는 일부 에이전트의 가연성에 의해 크게 제한된다. 가연성 에어로졸의 경우, 구름은 때때로 섬광이라고 불리는 현상에서 확산되는 폭발에 의해 완전히 또는 부분적으로 점화된다. 폭발적으로 확산된 VX는 약 3분의 1의 시간 동안 점화된다. 많은 연구에도 불구하고, 플래시(섬광)는 여전히 완전히 연구 결론이 나지 않았다. 이 문제에 대한 해결책은 중요한 기술 발전이 될 것이다.
중앙 폭발기의 한계에도 불구하고, 대부분의 국가들은 화학 무기 개발의 초기 단계에서 이 방법을 사용한다. 부분적으로 표준 탄약이 에이전트를 운반할 수 능력은 보유하고 있기 때문이다.

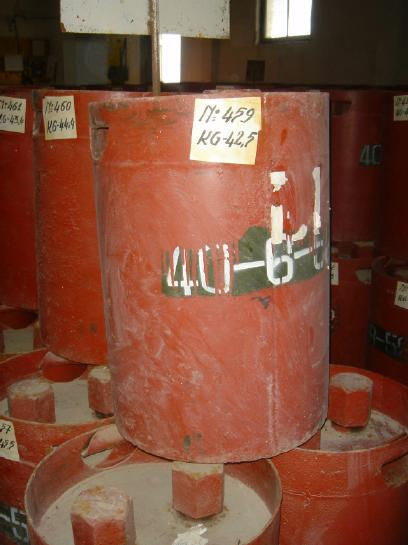
알바니아의 비축품에서 나온 소련의 화학 무기 통들

#### 공기역학을 이용한 방식
공기역학적 전파는 항공기에서 화학 물질을 비폭발적으로 전달하여 공기역학적 응력이 물질을 전파할 수 있도록 하는 것이다. 이 기술은 1960년대 중반에 시작된 화학 물질 보급의 가장 최근의 주요한 발전동향기술이라고 볼 수 있다.
이 기술은 점멸 효과를 제거하고 이론적으로 입자 크기를 정밀하게 제어할 수 있기 때문에 기존 열 확산 방식의 많은 한계를 해소한다. 실제로 전파의 고도, 풍향과 속도, 그리고 항공기의 방향과 속도는 입자 크기에 큰 영향을 미친다. 다른 단점도 있다. 이상적인 배치에는 공기 역학과 유체 역학에 대한 정확한 지식이 필요하며, 에이전트는 일반적으로 경계층(200–300 ft 미만 또는 지상 61–91 m) 내에 분산되어야 하기 때문에 조종사를 위험에 빠뜨릴 위험이 있다.
이 기술에 대한 중요한 연구가 오늘날에도 진행 중이다. 예를 들어, 액체의 특성을 수정할 수 있는 기술을 개발하게 된다면 공기역학적 응력을 받을 때 액체의 분해를 제어하고 초음속에서도 이상적인 입자 분포를 달성할 수 있게 된다. 또한 유체 역학, 컴퓨터 모델링 및 기상 예측의 발전은 미리 결정된 입자 크기의 전투 요원이 예측 가능하고 안정적으로 목표물을 타격할 수 있도록 이상적인 방향, 속도 및 고도를 계산할 수 있게 될 것이다.

### 화학무기 방호 체계
이상적인 보호는 CWC와 같은 비확산 조약과 화학 무기 능력을 구축하는 누군가의 서명을 매우 일찍 탐지하는 것에서 시작된다. 여기에는 이중 사용 화학 물질 및 장비의 수출에 대한 경제적 분석, 외교, 난민 및 에이전트 보고서와 같은 HUMINT(Human Intelligence)와 같은 광범위한 정보 분야가 포함된다. 구체적으로는 항공기 및 드론(IMINT), 캡처된 장비 검사(TECHINT), 통신 차단(COMINT), 화학 제조 및 화학 물질 자체 탐지(MASINT)이 있다.
모든 예방 조치가 실패하고 명확하고 현재의 위험이 있는 경우에는 화학 공격, 집단 보호 및 오염 제거의 탐지가 필요하다. 산업 재해는 위험한 화학물질 방출(예: 보팔 참사)을 일으킬 수 있기 때문에, 이러한 활동은 군사적인 것뿐만 아니라 민간인, 조직이 수행할 준비가 되어 있어야 한다. 선진국의 민간인 상황에서, 이것들은 HAZMAT 조직의 의무이며, 가장 일반적으로 소방서의 임무의 일부이다.
탐지는 위에서 기술적인 MASINT 분야로 분류된다. 일반적으로 민간 절차의 모델인 특정 군사 절차는 장비, 전문 지식 및 사용 가능한 인력에 따라 다르다. 화학 물질이 검출되면 비상 방송 등을 통해 특정 경고와 함께 경보를 울려야 하며, 공격을 예상하는 경고 경보가 사전에 있을 수도 있다.
예를 들어, 만약 미국 해군 함장이 화학적, 생물학적, 또는 방사능 공격의 심각한 위협이 있다 판단되면, 선원들은 Circle William을 설정하라는 명령을 하달받는다. 이 명령을 하달 받게 되면 외부 공기에 대한 모든 개구부를 닫고 필터를 통해 호흡 공기를 내보내고, 그리고 가능하면 외부 표면을 계속해서 세척하는 시스템을 시작해야한다. 공격이나 독성 화학물질 사고를 다루는 민간 당국은 사건 지휘 시스템 또는 지역 유사물을 호출하여 방어 조치를 조정해야한다.
개인 보호는 방독면에서 시작하여 위협의 특성에 따라 다양한 수준의 보호복을 통해 자체 공기 공급 장치가 있는 완전한 내화학성 보호복까지 제공된다. 미군은 마스크에서 완전한 내화학성 슈트에 이르기까지 다양한 수준의 MOPP(임무형 보호 태세)를 정의한다. 유해 물질 슈트는 민간용과 동등하지만, 방독면의 필터가 아닌 완전한 독립적인 공기 공급을 포함하기 위해 더 멀리 나아간다. 집단적 보호는 건물이나 대피소에서 사람들의 활동이 계속 가능할 수 있게 보호하는 것이다.
집단적 보호는 고정되거나 이동될 수 있고, 임시변통될 수 있다. 일반적인 건물에서는 플라스틱 시트와 테이프처럼 기본적인 보호 기능을 제공할 수 있지만, 보호 기능을 상당한 시간 동안 지속해야 하는 경우에는 공기 공급 장치(일반적으로 강화된 방독면)가 필요하다.

#### 오염 제거

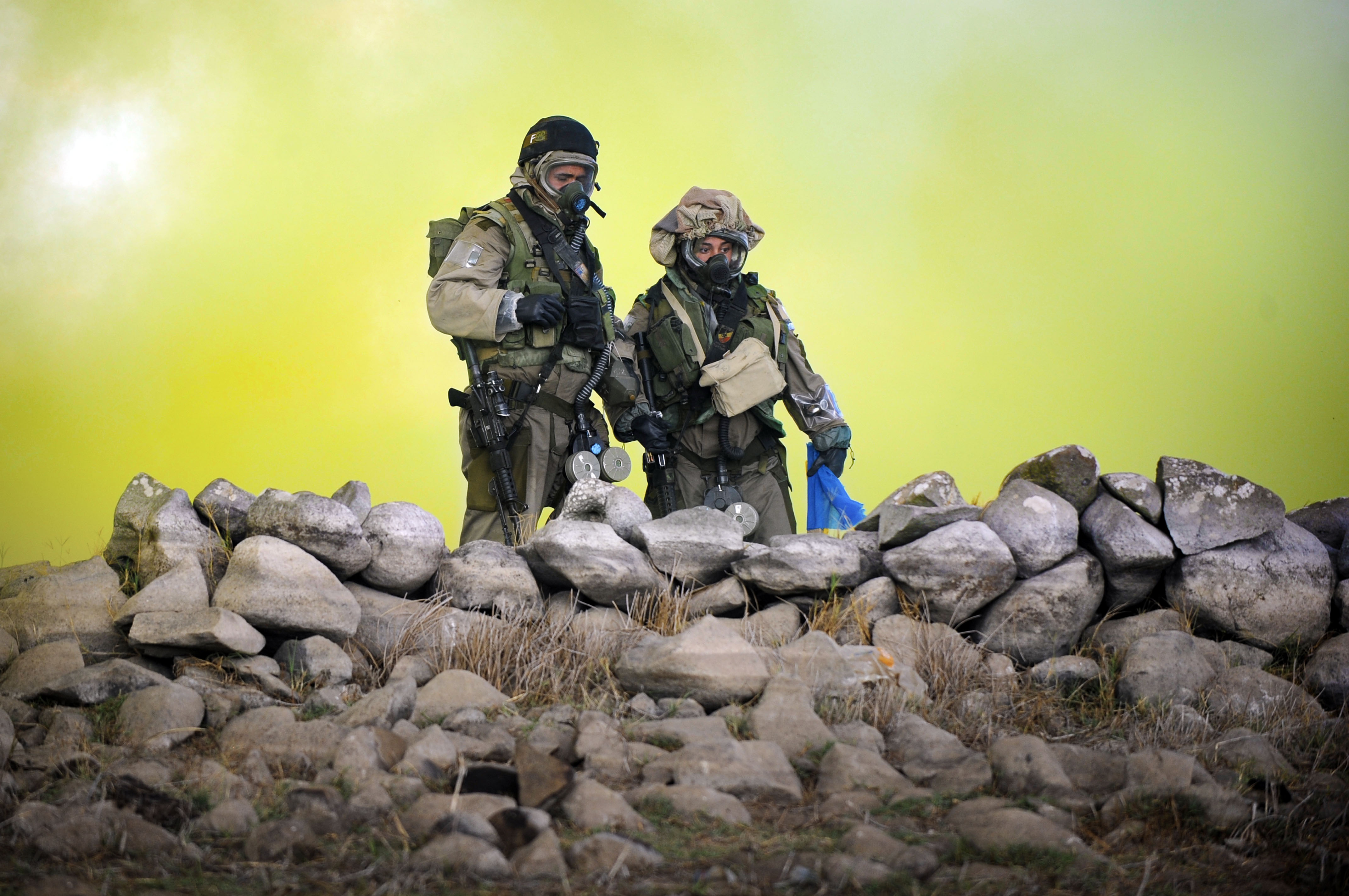
화학전 방어 훈련에 참가한 이스라엘 국방군 "Yanshuf" " 대대 병사들

오염 제거는 사용되는 화학 물질에 따라 다르다. 대부분의 폐액(염소, 포스겐 등), 혈액 가스 및 비영구적 신경 가스(예: GB)를 포함한 일부 비영구적 약제는 개방된 영역에서 소멸되지만, 건물이 축적된 부분을 청소하려면 강력한 배기 팬이 필요할 수도 있다.
어떤 경우에는 시안화수소나 염소에 대한 중화제로서 암모니아와 같이 화학적으로 중화시킬 필요가 있다. CS와 같은 폭동 진압제는 개방된 장소에서 소멸되지만 CS 분말에 오염된 것들은 밖으로 내보내거나 보호 장비를 착용한 사람들이 씻거나 안전하게 폐기해야 한다.
대량 오염 제거는 사람들이 즉시 영향을 받을 수 있고 치료가 필요한 조치이기 때문에 장비보다 사람들에게 우선적으로 요구되는 사항이다. 이것은 사람들이 지속성 물질에 오염되었을 때 요구되는 요건이다. 치료와 오염 제거는 의료진이 기능할 수 있도록 스스로를 보호하는 동시에 이루어져야 할 수도 있다.

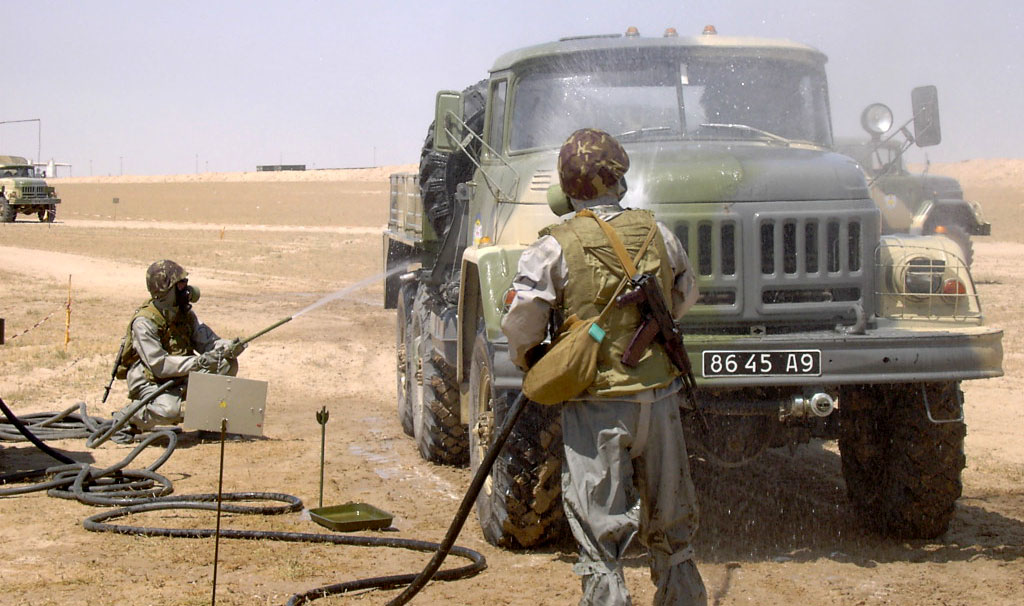
우크라이나 육군 제19핵생물화학대대 대원들이 쿠웨이트 아리프잔 캠프(Camp Arifjan, Kuwait)에서 오염제거 훈련을 하고 있습니다

신경작용제에 대한 피해를 막기 위한 아트로핀 주사와 같이 사망을 예방하기 위한 즉각적인 개입이 필요할 수 있다. 오염 제거는 지속적인 물질에 오염된 사람들에게 특히 중요하다; 1943년 12월 2일 독일의 폭격 후 이탈리아 바리 항구에서 유황 겨자를 실은 2차 세계 대전 미국 탄약선의 폭발 이후 많은 사망자들은 오염을 알지 못한 구조 대원들이 추위에 싸여 있을 때 발생했다.
블리스터제, VX 또는 증점제와 혼합하여 지속적으로 만들어진 다른 약제와 같은 지속적인 약제에 노출된 장비 및 건물의 오염을 제거하려면 특수 장비 및 재료가 필요하다. 어떤 종류의 중화제가 필요하다. 예를 들어 염소, 섬유소, 강한 알칼리성 용액 또는 효소와 같은 중화제가 있는 분무 장치의 형태이다. 다른 경우에는 특정 화학적 오염 제거제가 필요하다.

## 사회정치학적 해석
그리스와 로마 역사 문헌에 기록된 전투에서 화학 무기를 사용한 많은 사례가 있다; 가장 초기의 사례는 기원전 590년 제1차 신성 동맹 전쟁에서 헬레보어로 키르하의 물 공급을 고의적으로 중독시켰다.
화학 약품의 사용에 대한 초기 사회적 반응은 로마에서 확인할 수 있다. 로마 군단으로부터 자신들을 방어하기 위해 고군분투하면서, 로마의 법학자들이 "전쟁은 독이 아닌 무기로 싸우는 것"을 의미하는 "armis bella non venis geri"를 선언하면서, 게르만 부족들은 그들의 적들의 우물을 이용해 독살했다. 로마인들은 기원전 2세기에 아나톨리아의 포위된 도시들의 우물을 이용해 독살하곤 하였다.
1915년 이전에 전투에서 유독한 화학물질의 사용은 전형적으로 정부의 적극적인 화학 무기 프로그램의 결과가 아니라 지역 주도의 결과였다. 개별 전투나 공성전에서 화학물질을 단독으로 사용했다는 기록이 많이 있지만, 소이탄과 연기 밖에서 화학물질을 사용하는 명확한 사료는 확인 어렵다. 이러한 경향에도 불구하고 여러 전쟁에서 독가스의 대규모 실행을 시작하려는 시도가 여러 차례 있었지만, 제 1차 세계 대전을 제외하고는 책임 있는 당국은 윤리적인 이유나 보복에 대한 두려움 때문에 화학무기의 사용에 대한 제안을 거부했다.
예를 들어, 1854년에 영국의 화학자인 라이온 플레이페어(Lyon Playfair) (나중에 제1대 Playfair 남작, GCB, PC, FRS (1818–1898)는 크림 전쟁 동안 적의 함정에 대해 시안화 카복실 포탄을 사용할 것을 제안했다. 영국 병기부는 그 제안을 "적의 우물을 중독시키는 것만큼 나쁜 전쟁 방식"이라고 거절했다.

### 화학무기 제거를 위한 노력
- 브뤼셀 선언 (1874년 8월 27일) : 이 조약은 어떤 국가에서도 채택되지 않았고 발효되지 않았지만, 전쟁의 법과 관습에 관한 브뤼셀 선언에 서명되었으며, 특히 "독약 또는 독극물 무기의 사용"금지 조항을 명시해두었다.
- 헤이그 협약(1900년 9월 4일) : "잠금하거나 유해한 가스의 확산이 목적인 발사체의 사용"을 금지하는 선언을 포함하는 제1차 헤이그 협약이 발효된다.
- 제 2차 헤이그 협약(1910년 1월 26일): 전쟁에서 "독극물 또는 독극물 무기"의 사용을 금지하는 제2차 헤이그 협약이 발효된다.
- 워싱턴 무기 회의 조약(1922년 2월 6일): 제1차 세계 대전 이후, 워싱턴 무기 회의 조약은 질식, 독성 또는 다른 가스의 사용을 금지하는 것에 합의한다. 그것은 미국, 영국, 일본, 프랑스, 그리고 이탈리아에 의해 서명되었지만, 프랑스는 조약의 다른 조항들에 반대했고 그것은 결국 발효되지 못했다.
- 제네바 의정서(1928년 2월 8일): 제네바 의정서는 "잠수, 독성 또는 기타 가스 및 유사한 모든 액체, 물질 또는 장치의 사용"과 "세균학적 전쟁 방법" 금지를 명시하고 있으며, 발효되었다.

### 화학 무기의 확산
| 국가                   | 화학무기 보유량  | 화학 무기 금지 조약 가입여부(시기) | 조약 비준 시기               |
| ---------------------- | ---------------- | ---------------------------------- | ---------------------------- |
| 알바니아               | Eliminated, 2007 | January 14, 1993                   | May 11, 1994                 |
| 중국                   | Probable         | January 13, 1993                   | April 4, 1997                |
| 이집트                 | Probable         | No                                 | No                           |
| 인도                   | Eliminated, 2009 | January 14, 1993                   | September 3, 1996            |
| 이란                   | Possible         | January 13, 1993                   | November 3, 1997             |
| 이라크                 | Eliminated, 2018 | January 13, 2009                   | February 12, 2009            |
| 이스라엘               | Probable         | January 13, 1993                   | No                           |
| 일본                   | Probable         | January 13, 1993                   | September 15, 1995           |
| 리비아                 | Eliminated, 2014 | No                                 | January 6, 2004 (acceded)    |
| 미얀마 (Burma)         | Possible         | January 14, 1993                   | July 8, 2015                 |
| 조선민주주의인민공화국 | Known            | No                                 | No                           |
| 파키스탄               | Probable         | January 13, 1993                   | November 27, 1997            |
| 러시아                 | Eliminated, 2017 | January 13, 1993                   | November 5, 1997             |
| 세르비아 몬테네그로    | Probable         | No                                 | April 20, 2000 (acceded)     |
| 수단                   | Possible         | No                                 | May 24, 1999 (acceded)       |
| 시리아                 | Known            | No                                 | September 14, 2013 (acceded) |
| 대만                   | Possible         | n/a                                | n/a                          |
| 미국                   | Known            | January 13, 1993                   | April 25, 1997               |
| 베트남                 | Possible         | January 13, 1993                   |                              |

화학 무기를 줄이거나 없애려는 수많은 노력에도 불구하고, 일부 국가들은 무기 생산을 위한 화학 물질(화학전제)를 계속 연구하고 비축하고 있었다. 오른쪽 표는 무기 비축을 선언했거나 비밀리에 CW(Chemical Weapon)연구 프로그램을 보유하고 있는 것으로 의심되는 국가들을 정리한 표이다. 주목할 만한 예로는 미국과 러시아가 있다.
1997년, 미래의 미국 부통령 딕 체니는 화학 무기 사용을 금지하는 조약의 서명 비준에 반대했다고 최근에 발견된 편지에서 확인할 수 있다. 1997년 4월 8일자 편지에서 당시 핼리버튼 CEO인 체니는 상원의원에게 "제시 헬름스 상원 외교위원장은 미국이 이 협약에 가입하는 것은 실수"라고 전하며, "화학 무기 협약을 준수할 가능성이 가장 높은 국가들은 미국에 군사적 위협이 될 가능성이 전혀 없습니다. 우리가 우려해야 할 정부들은 협약 및 조약에 참여하더라도 CWC에서 부정행위를 할 가능성이 높은 국가들이다."라고 밝혔다.
CWC는 같은 달에 미국 상원에 의해 비준되었다. 그 이후로, 알바니아, 리비아, 러시아, 미국, 그리고 인도는 71,000톤 이상의 화학 무기 비축량을 발표했고, 그 중 약 3분의 1을 파괴했다. 이 협정의 조건에 따라, 미국과 러시아는 2012년까지 화학 무기의 나머지 공급을 없애기로 합의했다. 목표를 달성하지 못했기 때문에, 미국 정부는 2017년까지 남은 재고가 파괴될 것으로 추정했다.

## 화학 무기 파괴를 위한 노력(국가별)

### 인도
1997년 6월, 인도는 1044톤의 '머스터드 황'을 보유하고 있다고 밝혔다. 인도의 비축량 선언은 화학 무기 금지 기구를 만든 화학 무기 협약에 가입한 후에 나온 것으로 1993년 1월 14일 인도는 화학 무기 협약의 기본 서명국 중 하나가 되었다. 2005년까지 화학 무기 보유를 선언한 6개국 중 인도는 화학 무기 폐기 및 화학 무기 금지 기구의 시설 검사 기한을 준수한 유일한 국가였다. 2006년까지, 인도는 화학 무기와 물질 비축의 75% 이상을 파괴했고 2009년 4월까지 100%의 재고 파괴를 완료하는 연장을 받았다. 2009년 5월 14일, 인도는 화학 무기의 비축량을 완전히 파괴했다고 유엔에 알렸다.

### 이라크
화학 무기 금지 기구 사무총장인 로겔리오 피에르터 대사는 화학무기의 확산과 사용을 막기 위한 세계적, 지역적 노력을 강화하기 위한 중요한 조치로서 이라크의 OPCW 가입 결정을 반겼다. OPCW는 "이라크 정부는 유엔 사무총장과 함께 화학 무기 협약 가입 문서를 보관했으며 30일 이내에 2009년 2월 12일에 협약의 186번째 회원국이 될 것"이라고 발표했다. 이라크는 또한 화학 무기의 비축을 선언했으며, 최근의 가입으로 인해 파괴 시한에서 면제된 유일한 국가이다.

### 일본
중일 전쟁(1937–1945) 동안 일본은 중국 본토의 영토에 화학 무기를 저장했다. 무기 저장고는 대부분 유황 머스터드-리위사이트 혼합물을 포함하고 있다. 이 무기들은 화학무기협약에 따라 유기화학무기로 분류되며, 2010년 9월부터 일본은 이를 위해 난징에서 이동식 파괴시설을 이용한 파괴를 시작했다.

### 러시아
러시아는 1993년 1월 13일에 화학 무기 협약에 서명했으며 1995년 11월 5일에 비준했다. 1997년에 39,967톤의 화학 무기의 무기고를 선언했다. 루이사이트, 황겨자, 루이사이트-머스타드 혼합물 및 신경작용제: 사린, 소만 및 VX 등 물집 형성제을 생산할 수 있는 가장 큰 무기고에 해당한다. 러시아는 화학 무기 협약에 명시된 2002년 시한까지 화학물질의 1%를 파괴함으로써 조약 의무를 이행했지만, 화학 물질 폐기의 기술적, 재정적, 환경적 문제로 인해 2004년과 2007년의 기한을 연장할 것을 요청했다.
그 이후로, 러시아는 캐나다와 같은 다른 나라들로부터 도움을 받았는데, 러시아는 캐나다로부터 100,000 캐나다 달러와 사전에 기부받았던 100,000 캐나다 달러를 활용해 러시아 화학 무기 파괴 프로그램을 추진하고 있다. 이 돈은 슈추치예에서 작업을 완료하고 키즈너(러시아)에 화학무기 파괴 시설 건설을 지원하는 데 사용될 예정이며, 여기서 약 2백만 개의 포탄과 군수품에 저장된 거의 5,700톤의 신경작용제 파괴가 수행될 것이다. 캐나다 기금은 또한 민간인들에게 화학 무기 파괴 활동의 진전에 대한 정보를 제공하기 위해 녹십자 공공 봉사 사무소의 운영에 사용되고 있다.
2011년 7월 러시아는 작전이 끝난 고르니(사라토프주)와 캄바르카(우드무르트공화국), 쿠르간주(쿠르간주), 마라디코프스키(키로프주)에 위치한 파괴 시설에서 비축분의 48%(18,241톤)를 파괴했다, 레오니도프카(펜자 주)와 포체프(브라이언스크 주)와 키즈너(우드무르트 공화국)에 설치 공사가 진행 중이다. 2013년 8월 76%(30,500톤)가 파괴되었고, 러시아는 화학 무기 파괴에 부분적으로 자금을 지원했던 협력 위협 감소 프로그램(CTR)을 탈퇴한다.
2017년 9월, OPCW는 러시아가 합의했던 전체 화학 무기 비축량을 파괴했다고 발표했다.

### 미국
1969년 11월 25일, 리처드 닉슨 대통령은 일방적으로 생화학 무기와 독성 무기의 공격적인 사용을 포기했지만, 미국은 공격적인 화학 무기 프로그램을 계속 유지했다.
1964년 5월부터 1970년대 초까지 미국은 대서양 깊은 곳에서 무기를 적재한 선박을 침몰시킴으로써 화학 무기를 폐기하는 것을 목표로 하는 미국 국방부 프로그램인 "체이스 작전"에 참여했다. 1972년의 해양보호 연구 보호법 이후,  체이스 작전은 폐기되었고 화학 무기에 대한 더 안전한 폐기 방법이 연구되었다. 미국은 록키 마운틴 무기고에서 수천 톤의 머스타드-황 4000톤 규모를 소각하여 파괴했고, 툴레 육군 창고에서 화학 중화작용에 의한 신경작용제 200톤을 파괴하였다.
미국은 1980년대에 구식 군수품을 제거하고 1988년 초에 3-퀴누키디닐 벤질산염(BZ 또는 Agent 15)의 전체 재고를 파괴하면서 비축량을 줄이기 시작했다. 1990년 6월, 화학 무기 조약이 발효되기 7년 전, 존스턴 환초에 설치된 화학 물질의 폐기 시스템을 가동시켜 저장된 화학 물질의 폐기를 시작했다. 1986년 로널드 레이건 대통령은 헬무트 콜 총리와 미국의 화학 무기 비축을 독일에서 제거하기로 합의했다. 1990년, 강철 상자 작전의 일환으로, 두 척의 배에 사린과 VX가 포함된 10만 개 이상의 포탄이 적재되었고, 미군 무기 저장고와 당시 기밀이었던 FSTS(Forward Storage/Transportation Sites)에서 가져와 독일 브레머하펜에서 태평양의 존스턴 환초까지 46일간 쉬지 않고 항해했다.
1980년대 의회는 레이건 행정부의 촉구로 1987년부터 1990년까지 바이너리 화학무기(사린 포탄) 제조에 자금을 지원했지만 1990년 6월 미국과 소련이 양자협정을 체결하면서 중단됐다. 1990년 협정에서, 미국과 소련은 1993년 이전에 화학 무기 비축량을 폐기하기 시작하고 2002년 말까지 각각 5,000 에이전트 톤 이하로 줄이기로 합의했다. 이 협정은 또한 파괴를 검증하기 위해 데이터 교환과 현장 검사를 제공했다. 소련의 붕괴 이후, 미국은 넌-루가 협력 위협 감소 프로그램을 추진함으로써 구소련의 화학, 생물학, 핵 비축량의 일부를 제거하는 것을 지원했다.
1980년 제네바에서 열린 유엔 군축 회의는 화학 무기의 개발, 생산, 비축 및 사용을 금지하고 기존의 비축물을 제거하도록 요구하는 다자간 조약인 화학 무기 협약(CWC)의 개발로 이어졌다. 이 조약은 국가 당사자들이 유보(일방적 경고)하는 것을 명시적으로 금지했다. 레이건 행정부와 조지 H W 부시 행정부 시절 미국은 CWC를 향한 협상에 참여했다. CWC는 1992년 9월 3일에 체결되었고 1993년 1월 13일에 서명을 위해 회의가 개최되었다. 미국은 CWC의 87개 원래 국가 중 하나가 되었습니다. 빌 클린턴 대통령은 1993년 11월 23일에 비준을 위해 그것을 미국 상원에 제출했으나, 상원 외교위원회 위원장인 제시 헬름스 상원의원의 반대로 비준이 수년간 상원에서 막혔다. 1997년 4월 24일, 상원은 74 대 26의 투표로 CWC의 비준에 동의했고, 미국은 CWC가 발효되기 며칠 전인 1997년 4월 25일 유엔에 비준서를 제출했다. 미국의 비준으로 미국은 화학 무기 금지 기구에 참여할 수 있게 되었는데, 이 기구는 CWC의 시행을 감독하는 헤이그에 본부를 둔 기구이다.
미국이 CWC를 비준하자 미국은 총 29,918톤의 화학 무기를 선포하고, 미국의 모든 화학 무기와 벌크 에이전트를 파괴하겠다고 약속했다. 미국은 화학 무기의 비축을 선언하고 안전한 제거를 약속한 8개 주 중 하나였다. 미국은 CWC에서 발효 후 10년 이내(즉, 2007년 4월 29일까지)에 화학 무기 전체를 폐기하기로 약속했지만, 2012년 회의에서 CWC 당사국들은 미국의 시한을 2023년까지 연장하기로 합의했다. 2012년까지, 미국의 9개 화학 무기 저장소 중 7개에서 비축량이 제거되었고 1997년 비축량의 89.75%가 파괴되었다. 보관소는 애버딘 화학물질 처리시설, 애니스턴 화학물질 처리시설, 존스턴 환초, 뉴포트 화학물질 처리시설, 파인 블러프 화학물질 처리시설, 툴레 화학물질 처리시설, 우마틸라 화학물질 처리시설, 디데레 화학물질 창고였다. 미국은 비축물 파괴가 완료된 후 각 사이트를 폐쇄했다. 2019년, 미국은 켄터키의 블루그래스 육군 창고라는 9개의 미국 화학 무기 저장 시설 중 마지막에 있는 화학 무기 비축량을 제거하기 시작했으며 미국은 2021년 5월까지 카테고리 2와 카테고리 3의 화학무기와 카테고리 1의 화학무기 96.52%를 모두 폐기했다. 미국은 2023년 9월 시한까지 모든 화학 무기 제거를 완료할 예정이다.
미국은 잠재적 적대국들에게 미국이나 동맹국들에 대한 화학적 또는 생물학적 공격이 "압도적이고 파괴적인" 대응을 촉발할 것이라고 경고하는 "계산된 모호성" 정책을 유지해 왔다. 이 정책은 의도적으로 미국이 핵 보복으로 화학적 시도에 대응할 것인지에 대한 답은 여전히 미지수이다. 논평가들은 이 정책이 정책 입안자들에게 이러한 미국의 정책적 기조는 유연성을 제공하면서도 전략적 준비 부족을 줄일 수 있다고 평하기도 한다.

## 화학전에 의한 피해[64]

### 농업 피해

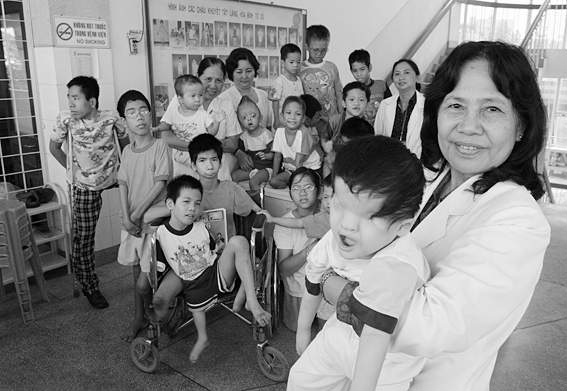
2004년, 베트남의 장애 아동들, 대부분 에이전트 오렌지로 인해 피해를 입은 아이들이다.

제초전(Herbicidal warfare)은 화학물질을 사용하지만, 주요 목적은 농산물 생산을 방해하거나 적에게 은폐 또는 은폐를 제공하는 식물을 파괴하는 것이다.
베트남 전쟁 중 미군이 제초제를 사용한 것은 베트남 국민과 참전 용사들에게 가시적이고 장기적인 영향을 미쳤다. 베트남 정부는 남부 베트남 숲의 약 24%가 황폐화되었으며 베트남에서 최대 400만 명이 에이전트 오렌지에 노출되었다고 밝혔다. 그들은 에이전트 오렌지 때문에 3백만 명에 달하는 사람들이 병에 걸렸다고 진술하고 있는 반면 베트남 적십자사는 에이전트 오렌지와 관련된 장애가 있거나 건강 문제가 있는 사람들이 백만 명에 이르는 것으로 추정하고 있다. 미국 정부는 이 수치들을 신뢰할 수 없다고 설명했다. 전쟁 동안, 미국은 라오스와 캄보디아에 있는 북베트남과 그들의 동맹국들과 싸웠고, 각각의 나라에 에이전트 오렌지를 대량으로 투하했다. 한 추정치에 따르면, 미국은 에이전트 오렌지 47만 5500 갤런(180만 L), 캄보디아는 4만 900 갤런(15만 5천 L)을 떨어뜨렸다. 베트남 전쟁 동안 라오스와 캄보디아가 공식적으로 중립이었기 때문에, 미국은 이 나라들에 대한 군사 개입을 비밀로 하려고 했다. 미국은 에이전트 오렌지가 널리 사용되지 않았기 때문에 영향을 받은 캄보디아인이나 라오스인들에게 도움을 제공하지 않았으며, 그곳에 주둔했던 미국의 퇴역 군인들과 CIA 요원들에게 혜택을 제한하고 있다고 말했다.

### 축산업 피해
1952년 케냐에서 1952년부터 1960년까지 영국의 식민지 통치에 대항하여 벌어진 무장 투쟁인 마우마우 봉기 동안, 아프리카 우유 덤불의 독성 라텍스가 소를 죽이는데 사용되었다.

## 조선민주주의인민공화국의 화학전 능력[64]

### 화학 무기 개발 동기
조선민주주의인민공화국(이하 북한이라 칭한다)이 화학, 생물 및 핵무기의 개발에 집중하고 있는 이유는 군사적인 측면과 정치 및 경제적인 측면에서도 이익이 되기 때문이라고 판단하여 고도의 전략적 유용성을  추구하고 있다. 북한에 대한 여러 가지 제재와 북한 자체의 폐쇄성으로 말미암아 최근 들어 외교적 고립이 심화되고 경제적 침체에 따른 내부 취약성이 증대되는 결과를 낳고 있다. 북한은 GNP의 상당 부분을 군비 증강에 투자하고 있지만 남북한의 경제 규모 격차가 갈수록 심화되면서 대한민국에 대한 상대적인 군비 부담을 안고 있고, 재래식 군비 경쟁에서도 보유하고 있는 장비들이 노후화 되면서 상대적으로 열세에 놓여있다. 특히, 미국의 압력이 증대됨에 따라 체제 생존수단 및 대외협상카드로 활용하기 위한 전략으로 대량살상무기 개발을 지속하고 있으며, 재래식 무기로는 한미연합군과의 전쟁에서 승산이 없다고 판단하기 때문에 비대칭전략의 일환으로 제 3세계 국가들이 추구하는 것처럼 대량살상무기인 화학, 생물 및 핵무기 개발에 관심을 쏟는 것으로 판단된다.

### 화학 무기 개발 연혁
북한은 재래식 무기로는 한미연합군과의 전쟁에서 승산이 없다고 판단하기 때문에 비대칭 전략의 일환으로 다른 제 3세계 국가들이 추구하는 것처럼 대량살상무기인 화학, 생물 및 핵무기 개발에 지대한 관심을 가지고 있다. 이 중 핵무기의 개발은 그 특성상 투발수단 및 제조시설의 은닉이 곤란하기 때문에 서방국가들에게 그 계획이 상당 부분 노출되어 있으나, 화학무기의 경우는 소규모 공장으로도 제조가 가능하고 소위 "민군 겸용기술"로 군사목적과 산업적 목적의 구별이 곤란하기 때문에 정확한 개발 프로그램과 보유량이 알려지지 않은 상태로 오늘에 이르고 있다.

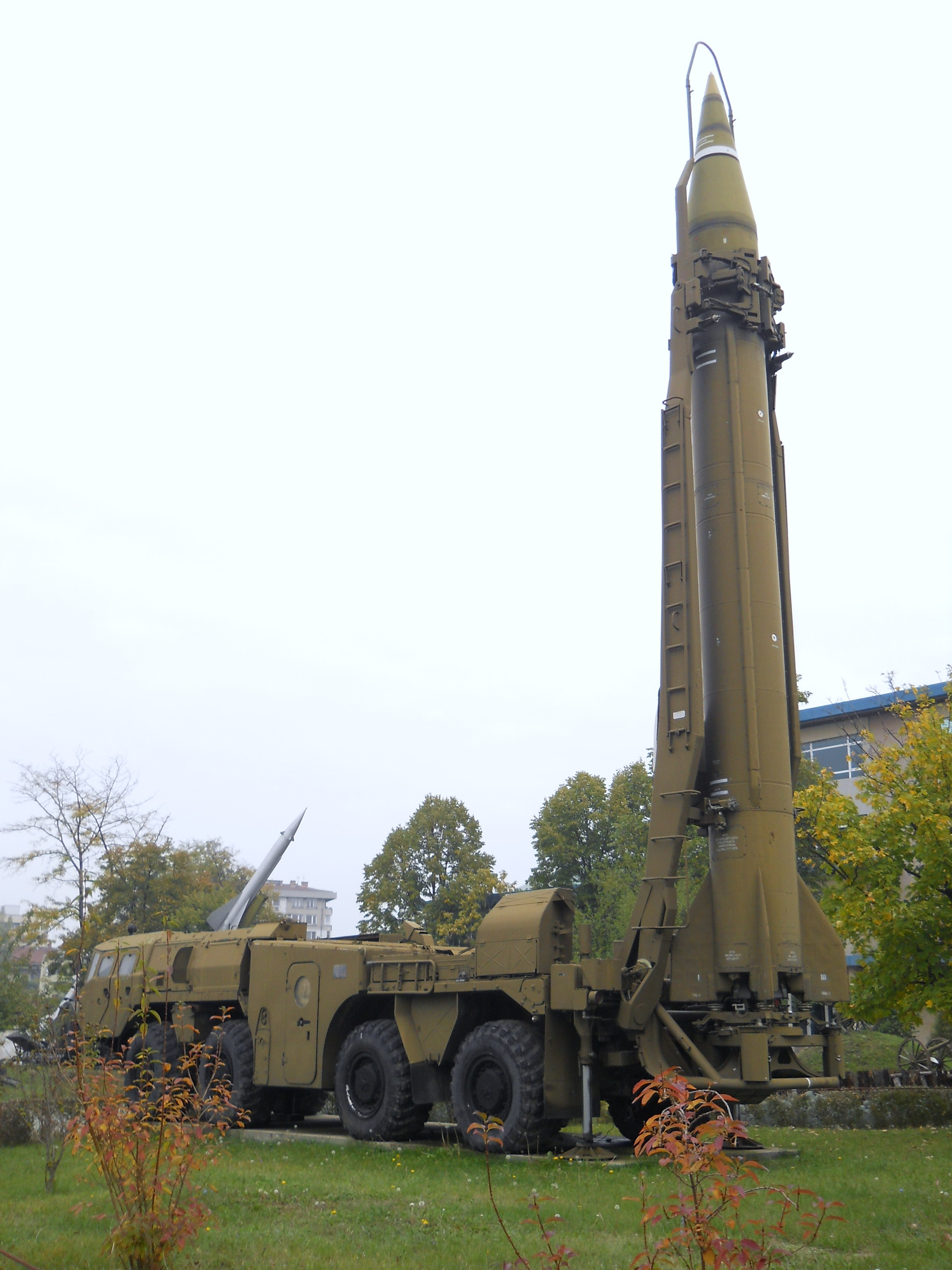
이동식발사대에 연결되어 있는 스커드미사일. 이란은 북한의 Scud-B 미사일 개발을 지원한 것으로 알려지고 있다.

북한의 화학무기 개발은 최초 소련군의 지도하에 화학부대를 유지하다가 1954년 화학전 부대 및 화학국을 창설하는 것으로 시작되었다. 1961년 김일성의 화학화 선언 및 핵화학 방호국 설치 지시로 본격적인 개발에 들어갔고, 제 1차 7개년 개발계획(1961~67) 기간 중 무기급 화학작용제를 자체적으로 개발하는데 성공하였다. 소련의 지원 중단으로 1960년대 중반과 1966년에 일본으로부터 농화학제품을 구입하였으며 이를 이용해 작용제 생산 연구를 시작한 것으로 알려져 있다.
이후 1970년대 초 소련과의 관계복원 이후 기술 이전 및 소련군 지원이 재개되면서 생화학무기 개발 및 생산에 대한 독자적인 능력을 보유하게 되었고, 1970년대 중반에는 구소련 SHM-1 방독면과 보호의를 자체적으로 생산하여 이의 배치를 완료했다.
1970년대 후반에 일본에서 농화학제품을 대량으로 구매하였으며(160만톤(1976년), 200만톤(1977년), 180만톤(1978년), 310만톤(1979년), 400만톤(1980년)), 이들 중 일부는 화학무기개발에 사용되었을 가능성이 있다. 1970년대 말부터 구소련이 화학무기방어 등 북한군 현대화를 지원하는 대신 북한의 항구사용 및 항공통과권을 확보하는 협약을 맺었으며 1987년 5월 18일~23일에는 구소련 고위인사가 북한을 방문하여 GB작용제가 충진된 항공기용 폭탄을 제공하는 문제와 시민방어 협조 확대에 대해 의논한 바 있다.
북한은 제 3세계 국가들에게 화생무기 개발 및 투발관련기술을 제공하고 협력관계를 유지한 것으로 보고되어 있다. 시리아는 북한의 도움으로 1980년대 중반 중동지역에서 가장 화학전 능력이 뛰어난 국가가 되었다. 1986~88년 이란은 북한의 Scud-B 화학탄 개발에도 지원한 것으로 알려지고 있다.
2003년에 북한은 도금, 살충제 제조 등 공업용으로 널리 쓰이지만 신경작용제인 GA의 원료가 되는 시안화나트륨(NaCNO)을 대량 수입한 것으로 추측되고 있으며, 사용 용도는 아직 밝혀지지 않고 있다

### 생산, 연구 및 저장시설
북한의 생산시설을 안주에 위치한 남흥화학공장을 포함하여 10여 곳에 이르며 지금까지 알려진 시설에 대한 특이사항들은 아래와 같다.
| 도시명 | 시설명             | 사용원료                             | 화학무기 종류    |
| ------ | ------------------ | ------------------------------------ | ---------------- |
| 안주   | 남흥화학공장       | 암모니아, 폴리에틸렌, 톨루엔, 우레아 | 혈액             |
| 아오지 | 아오지화학공장     | 에탄올, 페놀, 황산                   | 혈액, 구토       |
| 청진   | 청진화학섬유공장   | 미상                                 | 최루, 혈액       |
| 함흥   | 함흥비료공장       | 황산, 질소                           | 질식             |
| 함흥   | 28비날론공장       | 카바이드, 아세틸렌, 염소가스         | 수포, 신경       |
| 화성   | 화성화학공장       | 미상                                 | 신경             |
| 혜산   | 혜산화학공장       | 벤졸, 염산                           |                  |
| 일향   | 일향동화학공장     | 포르말린, 페놀                       |                  |
| 강계   | 강계화학공장       | 미상                                 | 신경, 최루       |
| 만포   | 만포화약공장       | 황산, 과산화수소                     | 수포, 최루       |
| 삭주   | 청수화학공장       | 인산, 칼슘시아나마이드               | 최루, 질식       |
| 사리원 | 사리원비료공장     | 미상                                 |                  |
| 신흥   | 신흥비료공장       | 미상                                 |                  |
| 신의주 | 신의주화학섬유공장 | 미상                                 | 최루, 질식       |
| 순천   | 순천비날론공장     | 카바이드, NaOH                       | 수포, 혈액, 최루 |

북한의 화학작용제 연구시설은 6곳으로 판단되고 실험시설은 4곳으로 아래 표에 열거하였다.
| 구분          | 시설명 |
| ------------- | --- |
| 교육/연구기관 | - 조선 과학원 함흥분원 - 평성 과학대학 화학 연구소 - 조선 과학원 화학 연구소 - 신의주, 강계 연구소 - 평성 과학원 중앙분석센터 - 김일성 대학 |
| 실험시설      | - 제 8군 옥야동 사격장 - 노동 미사일 사격장 - 서해안 무인도 - 강계와 삭주 화학공장 지하에서 정기적 화학무기 실험(품질관리차원)              |

### 북한의 화학 무기 특성(예측)

#### 구소련의 전술에 근거한 예측
북한의 화학무기 개발 정책은 대부분 구소련으로부터 그 기술을 전수받은 것으로 구소련의 전술에 근거한 북한이 보유한 화학무기는 신경(GB, GD, GA, VM, VX), 수포(H, HD), 최루(CN, CS), 구토(DM), 혈액(AC), 포스겐(CG) 등 20여 종으로 추측되며, 원료물질 획득이 용이한 겨자작용제, 포스겐, 사린(GB 및 V계열 신경작용제가 주요 개발 작용제로 판단된다. 이들 중 신경작용제(GB, GD, VX)를 약 70% , 수포작용제(루이사이트, HD)를 약 29%, 질식작용제(포스겐)를 약 1% 정도 보유하고 있는 것으로 보고되어 있다.
러시아의 화학무기 보유 신고 내용을 보면, 총 32,200톤의 신경작용제 중 Shchuchye와 Kizner에 저장된 11,120톤은 주로 야포탄에 장입된 상태라고 한다. 이는 전체 신경작용제 보유량의 약 30%에 달하는 것으로 북한이 구소련의 전술을 따르고 있다고 가정한다면, 상당수의 화학탄이 충진된 상태로 저장되어 있다고 볼 수 있다. 일부 비확인 보고에 의하면 북한의 연간 생산능력은 4,560톤~12,000톤에 달한다고 하며 화학무기는 평양 용성구와 강원도 안변 등에 저장되어있는 것으로 알려져 있다. 따라서 북한이 보유하고 있는 화학탄은 신경작용제 위주로 전방 포병 부대에 전진 배치하였을 가능성이 높다고 판단된다.

#### 기술적 제한사항에 근거한 예측
북한의 화학 무기 제조 기술 능력과 서방 선진국의 화학 무기 제조기술능력을 비교 평가하여 볼 때 상대적으로 낮은 과학기술력을 가진 북한의 화학탄은 이원화탄보다는 일원화탄 위주로 구성되어 있을 가능성이 높으며, 일원화탄의 특성상 부식이 많이 되어 있을 것으로 판단된다. 이원화탄은 80년대에 미국이 최초로 개발에 성공한 것으로 사용자에게 안전성을 제공하고 보관성도 높으나 제조상 특수 기술이 필요하다. 또한 북한의 전력난이 심각하기 때문에 저장 시설 내 환기, 냉방 및 공기 정화 장치를 정상적으로 운용하지 못하고 있을 가능성이 높다. 따라서 보관 상태가 열악할 것이고 폐기도 곤란한 상태일 것으로 판단된다.

### 북한의 대량살상무기 투발체계
대량살상무기를 보유하고 있는 것만으로도 위험하나 무기를 사용하여 추구하는 목적을 달성하기 위해서는 투발할 수 있는 능력도 구비해야한다. 이러한 투발수단을 보유하였다는 것은 전후방 동시공격이 가능하고 북한이 추구하는 최단시간(5~7일)내에 전쟁을 종료할 수 있게 되며, 특히 미사일 장착 화학무기는 주한미군과 일본에도 큰 위협을 줄 수 있다. 만일 북한이 보유하고 있는 대량살상무기를 사용하지 않더라도 무기와 투발수단보유자체가 유사시 미군을 비롯한 연합국들의 적시적인 지원을 지연시킬 수 있다. 북한이 보유하고 있는 대량살상무기의 투발수단은 아래 표와 같다.
| 무기체계      | 최대사거리    | 화학탄두 장착 가능 여부 | 생물학탄두 장착 가능 여부 | 핵탄두 장착 가능 여부 |
| ------------- | ------------- | ----------------------- | ------------------------- | --------------------- |
| 170mm 자주포  | 54km          | 가능(2.2kg)             | 가능                      | 불가능                |
| 240mm 방사포  | 65km          | 가능(8kg)               | 가능                      | 불가능                |
| FROG-5/7      | 55-72km       | 가능(216kg)             | 가능                      | 불가능                |
| SCUD(B/C)     | 300-500km     | 가능(555kg)             | 가능                      | 가능                  |
| 노동 1,2호    | 1,000-1,300km | 가능(~500kg)            | 가능                      | 가능                  |
| 대포동 1, 2호 | 2,000-6,000km | 가능(~500kg)            | 가능                      | 가능                  |

국방연구원에서는 자체 개발한 Hazard Prediction and Assessment Capability 프로그램으로 북한이 가장 많이 보유하고 있는 화학탄 장착 SCUD 미사일이 서울에 투발되었을 경우 그 살상력을 예측한 결과 GB를 충진하였을 경우 약 7,700명, VX의 경우 약 6,600명이 사망하는 것으로 판단하였다.

### 북한의 화학 무기 능력에 대한 전략적 평가
북한이 전쟁 초기에 화학 무기를 사용한다면 국민들에게 공포 유발을 야기하는 등 대남 전쟁 도발 시 주도권 장악이 유리하다는 장점이 있다. 또한 유사시 한반도에 대한 미군의 증원 및 지원을 약화시키는 요인이 될 수 있다. 북한이 핵무기를 보유하고 있음에도 불구하고 '무확증전략'을 추구한다고 가정할 경우 한국에 대한 미국의 핵우산 정책은 상당 부분 약화될 수 밖에 없다. 한편 북한이 전쟁을 일으켰거나 패배할 경우에도 연합군의 반격작전으로부터 북한체제의 생존을 담보하는 전략무기가 된다는 점이다. 즉 북한의 대량살상무기의 보유는 완전한 패배에 대한 불안감을 약화시켜 유사시 전쟁도발의 모험을 자극하는 요인이 될 수 있다. 이러한 전략적 측면에서 살펴본 대량살상무기들의 평가는 아래 표로 정리할 수 있으며, 표에서 보는 바와 같이 핵무기는 주로 억제적 측면이 강한 반면 화학무기는 공세적  측면에서 강점을 보이고 있다. 따라서 현재 북한 선군정치 체제하 화학무기의 포기는 군부의 강력한 반대가 예상되므로 실현이 어려울 것으로 판단된다.
| 내용               | 내용                                     | 핵무기 | 화학무기 | 생물무기 |
| ------------------ | ---------------------------------------- | ------ | -------- | -------- |
| 억제적측면(방어)   | 주한미군의 핵무기 위협 대응              | ◎      | O        | ◎        |
| 억제적측면(방어)   | 탈냉전후의 동맹관계 약화                 | ◎      | O        | ◎        |
| 억제적측면(방어)   | 재래식 군비 경쟁에서의 열세 극복         | ◎      | ◎        | O        |
| 공세적 측면        | 전쟁 도발 시 전쟁 주도권 장악            | ◎      | ◎        | O        |
| 공세적 측면        | 유사시 한반도에 대한 미군 증원/지원 약화 | O      | ◎        | ◎        |
| 공세적 측면        | 전쟁 패배시 북한 체제 생존 확보          | ◎      | O        | O        |
| 단위 무게당 살상력 | 단위 무게당 살상력                       | ◎      | O        | ◎        |

## 대한민국의 화생 및 독소전 위협에 대한 대응능력

### 국가 정책적 차원

#### 억제로서의 억제
북한과 마찬가지로 화생 및 독소무기 사용함으로써 북한에 보복 위협을 가해 화학 무기의 선제 사용 의지를 단념시키는 것이다. 하지만 1993년 CWC에 조인함으로써 한미 양국은 이 방법을 사실상 포기하고 있는 실정이다.

#### 핵무기로서의 억제
다른 핵무기로 대량 파괴 보복 위협을 가하는 것으로, 그것은 명백히 핵무기를 의미한다. 이론적으로는 가능하나 한반도 밖에 배치된 핵무기가 보복 목적으로 요구될 수 있으나 이것은 문제가 있는 방법이 될 것이다. 북한에 대해 핵타격으로 보복에 동의하는 대응책은 한국정부 입장을 어렵게 만든느 인도주의적인 상황은 제외하고도, 이 방법은 비핵화 선언 문제를 복잡하게 만들 것이다.
미 의회가 화학 및 생물학 무기공격에 대한 보복차원에서 북한에 핵무기 사용권한을 부여한다고 하더라도 북한에 NPT에 대해 복종을 강요하는 한국과 미국의 노력에 결코 도움이 되지 못할 것이다.

#### 거부로서의 억제
북한이 기습적인 화생전을 일으킴으로써 어떤 유용한 군사적 이득이 없을 것이라는 점, 따라서 그러한 화생 무기 사용을 그만두게 한다는 점에서 주한미군과 한국군 화학 방어능력을 개선시키는 노력을 강조하는 것이다. 이 방법이 상당히 관심을 끄는데, 그 이유는 화생무기의 사용 그 자체가 문제를 야기시킨다는 결점이 있으며, 그러므로 군사적 화학무기의 사용 가능성을 극적으로 감소시킴으로써 화학무기 사용을 억제할 수 있기 때문이다.
이것은 한미 양군이 방어 장비, 의료, 생의학 자원에 있어서 명료한 기술적 우위를 가지고 있다는 것이다. 하지만 여기에 대한 모습은 그렇게 긍정적인 전망이라고 볼 수 없는데. 이와 똑같은 상황이 2차 걸프전때 발생하였으나 그러한 분쟁에서 억제가 성공적으로 이루어질 것으로 예상했으나 연합군은 CBT 방어활동이 예견되었던 것보다 훨씬 더 어려움에 봉착했음을 알았고 장비에 현저한 결점이 있다는 것도 알게 되었다는 사실에서 이를 알 수 있다.

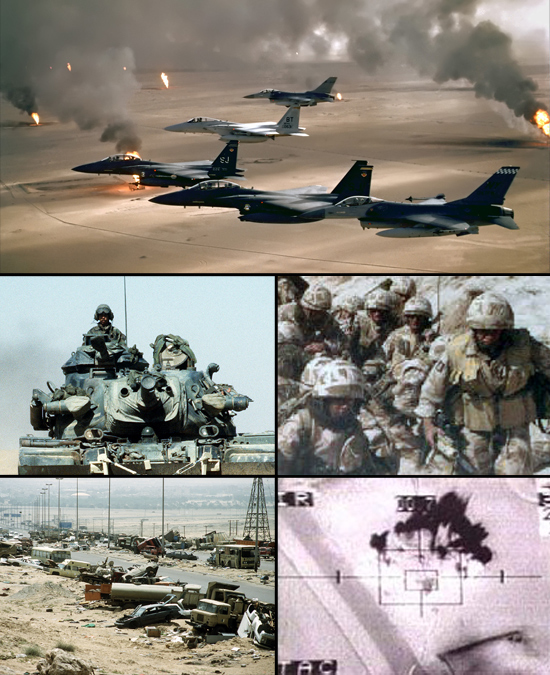
걸프전 사진

걸프전 수행에 대한 국방부의 대의회보고는 1990년에 생물학전에 대처하는 미국의 준비 부족에 대해 주의를 주지시켰다. 이라크가 생물학 무기를 사용할 지도 모른다는 가능성 때문에 미국과 연합군은 방어수단을 고려할 수 밖에 없었다. 병사들이 완벽한 화생방 보호장비를 착용하는 중압감으로 근무하는 것보다 탄저균은 더욱 오랫동안 치명적인 상태로 잔존하기 때문에 미국은 대량면역계획을 수립하였다.
미국의 보급은 부적절했으며 미국 생산시설에서 생산을 가속화하고, 영국으로부터 추가적인 탄저균 백신을 요구한 후에도 걸프전에 참여하는 모든 군인에게 면역할 수 없었다. 공급은 10분의 1에 불과하여 큰 위험에 봉착한 군에게만 할당되었다.
영국은 그들 군에게 면역 기능을 부여하기 위한 유사 노력을 하였는데, 이런 경험은 방어 목적의 백신으로 충분한 양을 생산하기 위해 전쟁 이전의 위기기간 동안 생산을 가속화해야 한다는 정책으로 이어지게 되었다.
이제 이러한 활동이 위기시 북한에 알려지게 된다면 미국의 생화학 공격에 대한 평양의 두려움을 확인하는 효과를 가져오게 될지도 모른다. 걸프전 경험에서 조명된 문제로서 탄저균에 대한 면역 대책은 최초 예방주사와 아울러 2주 간격으로 2번 더 접종해야 된다는 것이다. 그래서 완전히 방역을 받아야만 하는 군대는 전쟁 발발전 8주전에 예방 접종을 하는 것이 필요하다.
이러한 백신의 예방접종 효과에 대한 논쟁때문에 연합군은 그들의 보호를 위한 예방접종 관계로 지상 작전을 연기할 수 밖에 없었다. 걸프전은 미국의 BTW탐지장비가 부적합함을 입증하였다. 연합군은 보호의를 시간내에 착용하게 하기 위해 BTW작용제의 접근을 경고할 수 있는 실시간 야전 탐지군의 능력이 부족하였다.
Porton Down에서 영국과학자들은 24시간내내 공기 입자를 감시하기 위한 시스템을 설계하였고, 이는 걸프전에 빠르게 보급되었다. 하지만 이 시스템도 단지 적절한 시간 내 공격 지역으로부터 이탈할 수 있도록 군에 경고만 줄 뿐이다. 미국이 100km거리에서도 생물학 작용제의 이동을 탐지할 수 있는 시스템을 개발하는 동안 걸프전은 종결되었으며, 이 전쟁은 핵 및 생물학 방어 능력이 동시에 요구될 경우 매우 위험하다는 것을 보여준다. 앞으로 시간 내에 예방 접종 활동을 포함한 정치적, 의학적, 그리고 군사적인 어려움을 올바르게 평가할 필요성과 함께 새롭고, 보다 효과적인 탐지 시스템의 개발을 서두를 필요가 있다.

#### 재래식 보복을 통한 억제
1994년 6월 24일 CWC에 대한 미상원 외교관계 위원회 청문회에서 합참의장 John Shalikashvili장군은 CWC이후 화학무기를 저지할 수 있는 강력한 화학무기 방어능력과 압도적인 군사력을 빠르게 이끌 수 있는 능력을 미국이 가지고 있다고 공언했다.
강력한 화학무기 방어전을 수행하는데 대한 어려움은 이미 해결되었으며, 이는 한편 압도적인 군사력으로 대응하겠다는 뜻이다. 이것은 북한이 화학무기를 사용할 때, 미군은 이에 대응하여 북한의 전 산업기반, 즉 발전소, 댐, 공장 등을 공격하겠다는 것을 암시하는 것이다.

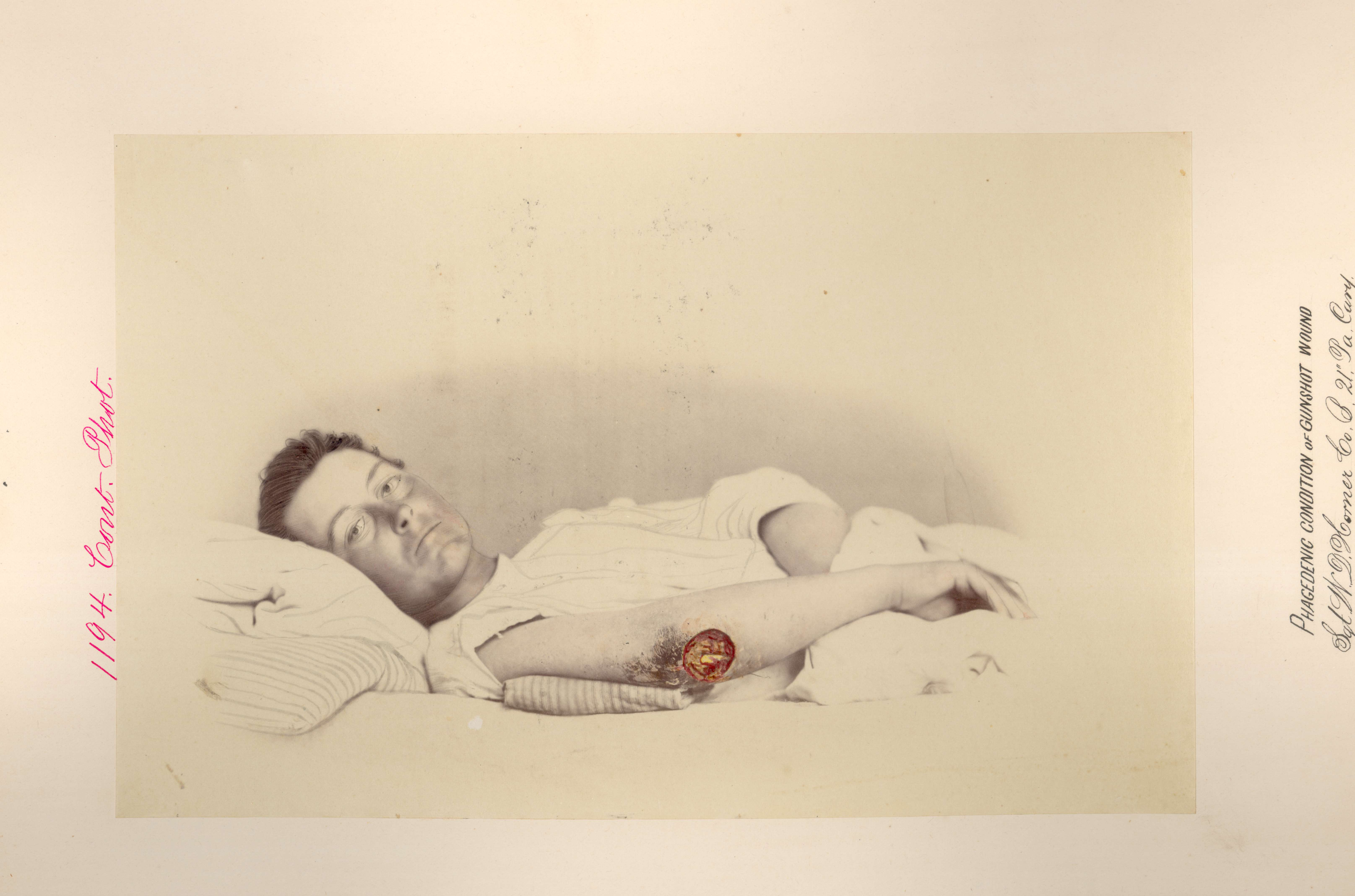
Horner 장군은 부수적인 피해를 감수하면서까지 이라크의 생물학무기를 사용할 가능성이 있다고 주장했다.

걸프전 기간 동안 연합군은 발발 후 CBT무기 사용에 대한 보복이 아니라, 화생무기를 사용하기 이전, 초기에 이라크내의 의심이 되는 CBT 무기 생산 및 저장시설을 제거하여 위협을 최소화하기 위한 압도적인 제공권을 운용하였다.
화학무기 사용에 대한 위협을 최소화하기 위해 이런 방법으로 연합군 공격이 시작되었다. 하지만 전략가 Horner 장군은 부수적인 피해가 일어나더라도 이라크는 저장된 생물학 무기를 어떤 대가를 지불해서라도 사용할 가능성이 있다고 반박하였다.
마찬가지로 미군이 압도적인 제공권을 갖고 있더라도 한반도에서 전쟁 발발시에 이라크이 모험과 비슷한 위험, 즉 북한의 산업기반이 완전히 파괴되더라도 이라크의 경우와는 달리 미국이 북한의 권력을 유보시키려는 의도는 없을 것이므로 CBT 작용제 사용을 통해 미군에 큰 피해를 줄 가능성도 있다고 판단하였다.

#### 군비 통제 방식을 활용
북한의 CBT위협을 제거하기 위한 가장 효과적인 방법은 CWC와 BTWC에 북한을 가입시킴으로써 작용제의 개발 및 생산, 그리고 투발 수단에서 북한의 능력을 제거시키는 것이다.
BTWC는 제한된 양의 소유가 질병 예방 차원에서 의학 연구용으로는 합법적이기 때문에 사찰목적을 달성하는 것이 그리 쉽지는 않다. 따라서 작용제 생산보다는 무기화 차원에서 탐지에 집중되어야 할 것이다.
북한은 CWC에 참여시키기 위한 압력이 가중되고 있는 상황에서, CWC가 본격적으로 가동될 때가 되었을 때 NPT하 강제적인 사찰을 경험할 때, 몇 년 안에 가입을 할 가능성이 있다. 또 북한이 김일성 시대 이후 점차적으로 외부세계와 문호개방을 희망할 때와 NPT와 외교적 타협을 이룰 때도 가입 가능성이 존재한다.
군비통제는 관계국들 사이의 민감한 부분이며, 사찰은 관계국들간의 가장 예민한 정치적인 면이다. 만약 그런 관계가 수용될 경우 의무를 이행해야 하는 각각의 국가들은 다른 국가들이 부정한 방법으로 이익을 추구한다면 이는 강압적인 사찰로 이어질 수 있다.

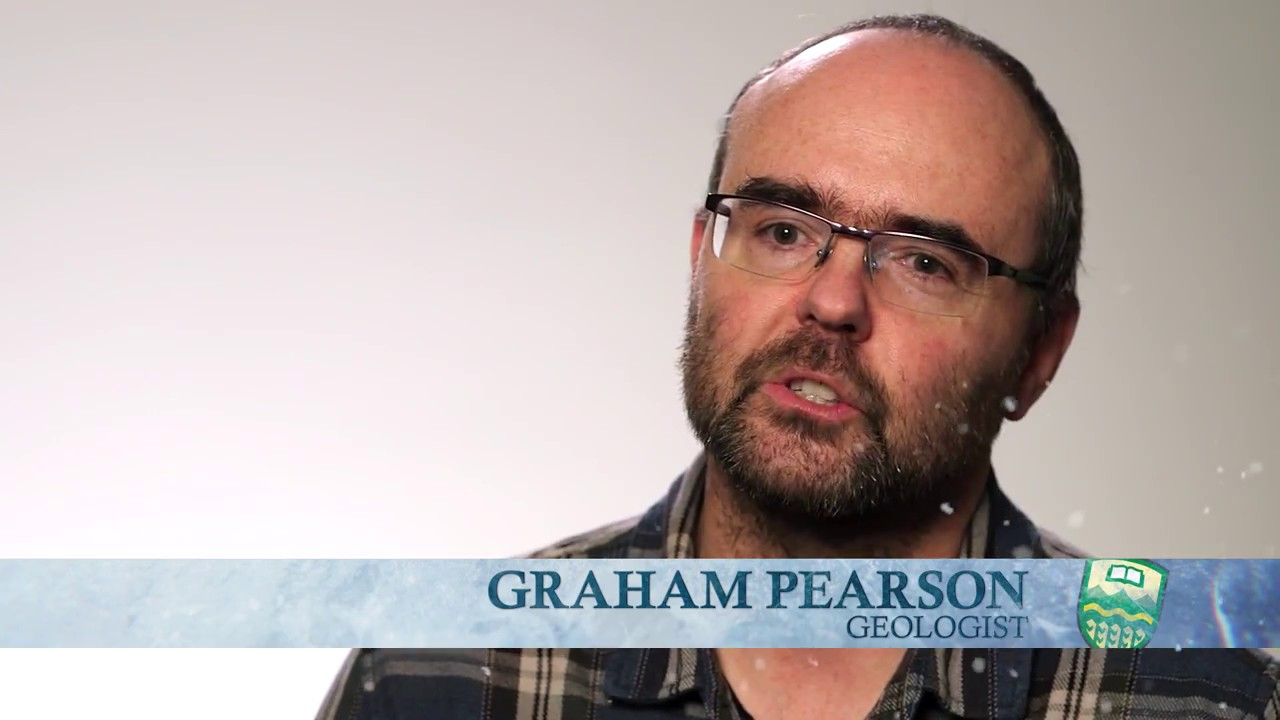
피어슨(Graham Pearson)

CWC에 대해 유례없이 많은 국가들이 참여하면 북한과 같이 국가안전에 광적인 국가에 대해서는 상호신뢰구축조치보다는 국가의 능력을 감소시키면서 사찰은 고도의 정치적 이슈를 띄게 할 것이다.
효과적인 억제 방법으로는 위에서 역거한 접근 방법의 조합이 가장 유용할 것으로 판단된다. Grahma Pearson은 이를 "억제의 거미줄(a web of deteerence)"로 묘사했으며, 이 거미줄은 효과적이고 적절한 군비통제 협약과 효과적인 화생방어 및 보호방책, CBT 획득 또는 사용에 대한 국내외적인 대응을 이끌어낼 것으로 그는 보았다.
이를 위해 한반도에서는 Shlikashvili 장군의 말처럼, 압도적인 재래식 군사 보복이 추가될 가능성도 있다.

### 기술적 차원
한국과학기술연구원은 2019년 나노기반 제독촉매를 개발한 데 이어, 가공과 코팅이 용이한 제독용 복합소재의 개발에 성공했다고 밝혔다. 기존에 개발한 금속유기골격체(Metal-Organic Framework, MOF) 제독촉매는 제독성능은 높지만 모래와 같이 부서지는 입자 형태로 되어 있어 군복 및 군용장비 코팅에 실용화하지 못하고 있었다.
기능성 고분자를 설계하고 이를 제독촉매와 혼합함으로써 필름, 섬유 등의 형태로 가공할 수 있으면서도 성능을 유지할 수 있는 신개념 제독기술을 개발하였다. 기존 개발했던 나노미터 수준의 지르코늄(Zr) 기반 제독 촉매의 높은 반응성을 유지하면서 가공성을 향상시키는 기능성 고분자형 지지체를 신규로 개발하여 이를 혼합한 복합소재를 제독촉매로 이용하였다. 군복 및 군용장비의 스프리에 공정에 복합소재를 적용하여 제독 코팅층을 형성하고, 실제 화학무기인 신경작용제 소만(GD)을 이용해 제독성능을 테스트한 결과, 개발한 소재가 제독용 코팅소재로서 실증적용이 가능한 것으로 확인하였다.
기존에 보고된 전기방사법이 아닌 단순 스프레이 공정을 통해 넓은 면적까지 빠른 속도로 코팅이 가능하며 화학무기의 독성을 손쉽게 제거할 수 있다는 것이 차별점을 두었으며, 스프레이 코팅을 통해 유사시 군복과 군용장비에 사전제독뿐만 아니라 오염된 부분에 사후제독도 가능하여 효과적으로 화학무기 또는 고독성 화학물질로부터 군인 및 국민의 생명과 안전을 지킬 수 있다고 밝혔다.

## 같이 보기
- 1990 화학 무기 협정
- 알리 하산 알마지드(Ali Hassan al-Majid)
- 지역 거부 무기
- 화학 무기 명칭
- 화학 무기와 영국
- 가스실
- 화생방 및 핵무기 방어(CBRN)
- 화학전 요원
- CW 복합체
- 독가스
- 로날드 메디슨
- 생물학무기
- 세인트 줄리언스
- 악취 (후한)
- 미국 육군 화학 방어 의학 연구소

## 참고 문헌
- Leo P. Brophy and George J. B. Fisher; The Chemical Warfare Service: Organizing for War Office of the Chief of Military History, 1959; L. P. Brophy, W. D. Miles and C. C. Cochrane, The Chemical Warfare Service: From Laboratory to Field (1959); and B. E. Kleber and D. Birdsell, The Chemical Warfare Service in Combat (1966). official US history;
- Glenn Cross, Dirty War: Rhodesia and Chemical Biological Warfare, 1975–1980, Helion & Company, 2017
- Gordon M. Burck and Charles C. Flowerree; International Handbook on Chemical Weapons Proliferation 1991
- L. F. Haber. The Poisonous Cloud: Chemical Warfare in the First World War Oxford University Press: 1986
- James W. Hammond Jr; Poison Gas: The Myths Versus Reality Greenwood Press, 1999
- Jiri Janata, Role of Analytical Chemistry in Defense Strategies Against Chemical and Biological Attack, Annual Review of Analytical Chemistry, 2009
- Ishmael Jones, The Human Factor: Inside the CIA's Dysfunctional Intelligence Culture, Encounter Books, New York 2008, revised 2010, ISBN 978-1-59403-382-7. WMD espionage.
- Benoit Morel and Kyle Olson; Shadows and Substance: The Chemical Weapons Convention Westview Press, 1993
- Adrienne Mayor, "Greek Fire, Poison Arrows & Scorpion Bombs: Biological and Chemical Warfare in the Ancient World" Overlook-Duckworth, 2003, rev ed with new Introduction 2008
- Geoff Plunkett, Chemical Warfare in Australia: Australia's Involvement In Chemical Warfare 1914 – Today, (2nd Edition), 2013.. Leech Cup Books. A volume in the Army Military History Series published in association with the Army History Unit.
- Jonathan B. Tucker. Chemical Warfare from World War I to Al-Qaeda (2006)
- Michael Sheehan. 북한의 화학, 생물학 및 독소전 능력 (2). 국방과 기술, (191), 82-91. (1995)
- 정우영. 북한의 화학무기 포기 선언시 검증 및 폐기 방안 연구. 국방정책연구보고서. 4(9). (2004)
- 梁勇植. 화학무기 금지협정과 화학 방어기술. 국방과 기술, (164), (1992)
- 윤정원. 북한의 WMD 위협에 대한 종합대책. 한국전략문제연구소 연구보고서, 2-214. (2006)
- 홍규덕.  [특집] 북한화생방무기 위협의 억제와 대응체계 개발. 전략연구, 43-69. (2004